# Andreas Widhölzl
Andreas Widhölzl (* 14. Oktober 1976 in St. Johann in Tirol; Spitzname: Swida) ist ein ehemaliger österreichischer Skispringer, Weltmeister und Olympiasieger. Seit Frühjahr 2020 ist er Cheftrainer der österreichischen Skispringer.
Widhölzl begann früh mit dem Skispringen und sprang ab 1993 regelmäßig im Weltcup. Bis 1998 stieg er zum besten österreichischen Skispringer auf. Zwischen 1997 und 2000 gewann der Tiroler zweimal olympisches Bronze, zwei Weltmeisterschaftsmedaillen sowie insgesamt 16 Weltcupspringen. Hinzu kam der Sieg bei der Vierschanzentournee 1999/2000, diese Saison beendete er als Zweiter im Gesamtweltcup. In den folgenden fünf Jahren siegte Widhölzl lediglich einmal im Weltcup, 2005 wurde er jedoch Doppelweltmeister mit der Mannschaft und ein Jahr später auch Teamolympiasieger. Nach gesundheitlichen Problemen beendete er im März 2008 seine 15-jährige Weltcupkarriere, in der er bei 18 Einzelspringen triumphiert hatte. Damit zählt er zu den sechs bisher erfolgreichsten Skispringern seines Landes.

## Karriere

### Anfänge im Skispringen (1983 bis 1993)
Andreas Widhölzl verfolgte schon im Alter von vier, fünf Jahren den Skisprungsport im Fernsehen. Ebenfalls zu dieser Zeit trat er dem Tiroler Skiverbandskader bei und erlernte unter anderem das Skifahren. Als Widhölzl sieben Jahre alt war, überzeugte ihn ein Kindergartenfreund, zum Training der Fieberbrunner Weitenjäger mitzukommen. Nach einigen Jahren verbuchte Widhölzl erste Erfolge – Siege bei den Bezirks- und Tiroler Meisterschaften in der jeweiligen Altersstufe. Der Verein unterstützte die in bescheidenen Verhältnissen lebende Familie, indem er Teile der Ausrüstung des Nachwuchsspringers bezahlte. Mit zwölf Jahren nahm Widhölzl als Favorit und Seriensieger an einem Wettkampf in Natters teil und brach sich auf der Dreißigmeterschanze das Schlüsselbein. Daraufhin folgte eine einmonatige Verletzungspause, in der er zwar die nationalen Schülermeisterschaften verpasste, die aber sonst folgenlos blieb. Dies war die einzige größere Verletzung in Widhölzls Karriere als Skispringer.
Als Andreas Widhölzl 14-jährig die Hauptschulzeit in Fieberbrunn beendet hatte, sollte er in Eisenerz auf einem Internat für Skisportler parallel zum Sprungtraining einen Beruf erlernen. Der Nachwuchsreferent des Österreichischen Skiverbands (ÖSV), Paul Ganzenhuber, setzte sich jedoch persönlich für den erfolgreichen Jugendspringer ein, da er befürchtete, dass Eisenerz für den talentierten Skispringer nicht der richtige Ort sei. So konnte Widhölzl auf das renommiertere Skigymnasium Stams wechseln. Dort war der Großteil der erfolgreichen österreichischen Skispringer ausgebildet worden. Widhölzls Ausbildung in Stams wurde teilweise mithilfe eines Anteils an den Einnahmen durch die Vierschanzentournee finanziert. Hinzu kam die Landesförderung des Landes Tirol und ein Stipendium aufgrund der Schulnoten des Österreichers. Die ersten Monate im Skigymnasium, das er zwischen 1991 und 1995 besuchte, beschrieb Widhölzl wegen des komplett durchgeplanten Tagesablaufs als hart. Bei den fast täglichen Trainings erlernte er den V-Stil, der sich zu jener Zeit in den frühen 1990er-Jahren international durchsetzte. Dabei hatte der Österreicher den Vorteil, dass er noch relativ jung war, als die Umstellung kam; andere ältere Athleten hatten mit dieser größere Probleme.
| Ereignis    | Ort             | Datum        | Wettk.   | Platz |
| ----------- | --------------- | ------------ | -------- | ----- |
| Junioren-WM | Harrachov (CZE) | 2. März 1993 | K90      | 2     |
| Junioren-WM | Harrachov (CZE) | 3. März 1993 | Team K90 | 2     |

| Weltcupstarts                | Weltcupstarts                | Weltcupstarts                | Weltcupstarts                | 2                |
| Platzierungen in den Top Ten | Platzierungen in den Top Ten | Platzierungen in den Top Ten | Platzierungen in den Top Ten | –                |
| Platzierungen auf dem Podest | Platzierungen auf dem Podest | Platzierungen auf dem Podest | Platzierungen auf dem Podest | –                |
|                              |                              |                              |                              |                  |
| Ergebnis im Gesamtweltcup    | Ergebnis im Gesamtweltcup    | Ergebnis im Gesamtweltcup    | Ergebnis im Gesamtweltcup    | – (0 Punkte)     |
|                              |                              |                              |                              |                  |
| Vierschanzentournee          | Vierschanzentournee          | Vierschanzentournee          | Vierschanzentournee          | 44. (367 Punkte) |

1991 wurde Widhölzl gleich in seinem ersten Jahr in Stams Mitglied des C-Kaders des Österreichischen Skiverbands. In der Saison 1991/92 folgten erste Siege bei internationalen Wettkämpfen. Bereits nach kurzer Zeit rückte Widhölzl vom C- in den B-Kader vor. Damit verbunden war auch ein Trainerwechsel zu seinem Jugendidol Andreas Felder. Dessen Training war von Kraftprogrammen dominiert, darunter litt jedoch die Koordinationsfähigkeit der Skispringer. Dennoch ging Widhölzl schon als Sechzehnjähriger erstmals im Weltcup an den Start. Anfang Januar 1993 wurde er für das dritte Springen der Vierschanzentournee 1992/93 in Innsbruck auf der traditionsreichen Bergiselschanze nominiert. Dabei schaffte Widhölzl die Qualifikation für das Finale und erreichte schließlich den 24. Rang. Ein ähnliches Resultat gelang ihm drei Tage später in Bischofshofen, dort platzierte er sich auf dem 28. Platz. Noch im gleichen Winter, zwei Monate darauf, gewann er bei der Juniorenweltmeisterschaft in Harrachov die Silbermedaille hinter Janne Ahonen. Das gleiche Ergebnis erzielten die Österreicher im Teamwettbewerb, wo nur die Finnen mehr Punkte erreichten. Neben diesen Erfolgen standen noch Siege bei niederklassigen Cups in Widhölzls Saisonbilanz.

### In vier Jahren vom B-Kader-Athleten zum Weltcupsieger (1993 bis 1997)

#### Aufstieg in die Nationalmannschaft (1993 bis 1995)
| Ereignis    | Ort               | Datum           | Wettk.   | Platz |
| ----------- | ----------------- | --------------- | -------- | ----- |
| Junioren-WM | Breitenwang (AUT) | 27. Januar 1994 | Team K90 | 3     |

In der folgenden Saison 1993/94 zweifelte Widhölzl an seiner Karriere als Skispringer, wenngleich er einige weitere Erfolge erreichte, etwa Siege bei der nationalen Juniorenmeisterschaft oder im Alpencup und die Bronzemedaille im Team bei der Junioren-WM. Zum einen schien ihm ein Leben als Leistungssportler zu entbehrungsreich, zum anderen war er nicht so erfolgreich wie im Vorwinter. Mit 17 Jahren kam er dann jedoch mit seiner späteren Ehefrau zusammen, die ihn überredete, weiterzumachen. Tatsächlich konnte er sich wieder besser motivieren und erlebte im nächsten Winter seine bis dahin beste Saison. Im Nachhinein bezeichnete Widhölzl diese Phase als „pubertär“ und als „Teenagerkrise“.
| Ereignis | Ort               | Datum         | Wettk.    | Platz |
| -------- | ----------------- | ------------- | --------- | ----- |
| WM       | Thunder Bay (CAN) | 12. März 1995 | K90       | 26    |
| WM       | Thunder Bay (CAN) | 16. März 1995 | Team K120 | 6     |
| WM       | Thunder Bay (CAN) | 18. März 1995 | K120      | 44    |

| Weltcupstarts                | Weltcupstarts                | Weltcupstarts                | Weltcupstarts                | 19               |
| Platzierungen in den Top Ten | Platzierungen in den Top Ten | Platzierungen in den Top Ten | Platzierungen in den Top Ten | 3                |
| Platzierungen auf dem Podest | Platzierungen auf dem Podest | Platzierungen auf dem Podest | Platzierungen auf dem Podest | 1                |
|                              |                              |                              |                              |                  |
| Ergebnis im Gesamtweltcup    | Ergebnis im Gesamtweltcup    | Ergebnis im Gesamtweltcup    | Ergebnis im Gesamtweltcup    | 26. (169 Punkte) |
|                              |                              |                              |                              |                  |
| Vierschanzentournee          | Vierschanzentournee          | Vierschanzentournee          | Vierschanzentournee          | 18. (760 Punkte) |

| Ort         | Datum           | Wettk.    | Platz |
| ----------- | --------------- | --------- | ----- |
| Lahti (FIN) | 28. Januar 1995 | Team K116 | 2     |

Zu Beginn der Saison 1994/95 profitierte Widhölzl davon, dass vier Springer aus dem Nationalteam wegen Streitigkeiten im Bereich Kopfsponsoring mit dem ÖSV suspendiert wurden. Dadurch rückten einige Sportler aus dem B-Kader in die Nationalmannschaft auf, unter ihnen auch der Fieberbrunner. Obwohl mehrere Skispringer schon früh im Weltcup an den Start gehen, gehörte Widhölzl mit 18 Jahren doch zu den jüngsten innerhalb der Weltelite. Gleich in seinem ersten Winter überzeugte er mit mehreren Top-Ten-Platzierungen. Neben einem siebten Rang als bestem Einzelresultat erreichte er den 18. Rang in der Gesamtwertung der Vierschanzentournee. Am Ende der Saison platzierte sich Widhölzl schließlich auf dem 26. Rang im Gesamtweltcup, damit war er viertbester Österreicher. Insgesamt war der Weltcup-Neuling stolz darauf, dass er sich eine ganze Saison über mit den weltbesten Skispringern messen konnte, er bedauerte jedoch, dass er aufgrund seiner Nervosität oft nicht die Platzierungen aus dem ersten Durchgang halten konnte. Da das österreichische Team mit Andreas Goldberger an der Spitze zu Widhölzls Anfangszeiten sehr gut besetzt war, spürte dieser nicht den Druck der Medien, was er als positiv empfand. Als einer der konstantesten österreichischen Skispringer der Saison nahm Widhölzl im März 1995 auch an seiner ersten Nordischen Skiweltmeisterschaft im kanadischen Thunder Bay teil. Nach einem mittelmäßigen Normalschanzenwettbewerb, den der Debütant als 26. beendete, folgte der Teamwettbewerb, in den das österreichische Team große Erwartungen gesetzt hatte. Der damalige Cheftrainer Heinz Koch vertraute auf Widhölzl und nominierte ihn als Startspringer. Der unerfahrene Neuling war jedoch zu ehrgeizig und der nervlichen Belastung nicht gewachsen. Beide Sprünge Widhölzls landeten auf dem oberen Teil des Schanzenhügels, dem Vorbau, bei 89 Metern. Die besten Athleten sprangen bis zu 40 Meter weiter. Österreich wurde schließlich Sechster und Letzter des Mannschaftswettbewerb, der Cheftrainer Heinz Koch trat wegen seiner Fehlentscheidung umgehend nach dem Wettkampf zurück. Sein Nachfolger wurde Andreas Felder, der Widhölzl noch ein Jahr zuvor im B-Kader trainiert hatte. Die beiden jungen Springer selbst hatten keine Konsequenzen zu tragen.

#### Etablierung in der Weltspitze (1995 bis 1997)
Mit einem guten Zeugnis schloss Andreas Widhölzl 1995 die Handelsschule in Stams ab und begann seinen achtmonatigen Wehrdienst beim Österreichischen Bundesheer. Anschließend war der Skispringer sieben Jahre lang Mitglied der Heeressport- und Nahkampfschule (HSNS) des Bundesheers. Im Winter 1995/96 setzte er die Weltcup-Karriere fort. Sein neuer Zimmernachbar wurde Stefan Horngacher, der nach einjähriger Krankheitspause ins Nationalteam zurückgekehrt war und sich für den sieben Jahre jüngeren Widhölzl zu einer Leitfigur entwickelte. Bis zu seinem Karriereende im Jahr 2002 gab der erfahrenere Horngacher seinem Teamkollegen Ratschläge und machte ihn auf technische Schwächen aufmerksam.
| Ereignis   | Ort            | Datum            | Wettk. | Platz |
| ---------- | -------------- | ---------------- | ------ | ----- |
| Skiflug-WM | Tauplitz (AUT) | 11. Februar 1996 | K180   | 11    |

| Weltcupstarts                | Weltcupstarts                | Weltcupstarts                | Weltcupstarts                | 21               |
| Platzierungen in den Top Ten | Platzierungen in den Top Ten | Platzierungen in den Top Ten | Platzierungen in den Top Ten | 6                |
| Platzierungen auf dem Podest | Platzierungen auf dem Podest | Platzierungen auf dem Podest | Platzierungen auf dem Podest | 2                |
|                              |                              |                              |                              |                  |
| Ergebnis im Gesamtweltcup    | Ergebnis im Gesamtweltcup    | Ergebnis im Gesamtweltcup    | Ergebnis im Gesamtweltcup    | 20. (322 Punkte) |
|                              |                              |                              |                              |                  |
| Vierschanzentournee          | Vierschanzentournee          | Vierschanzentournee          | Vierschanzentournee          | –                |

| Ort                 | Datum            | Wettk.    | Platz |
| ------------------- | ---------------- | --------- | ----- |
| Iron Mountain (USA) | 17. Februar 1996 | K120      | 2     |
| Oslo (NOR)          | 15. März 1996    | Team K110 | 1     |

In sportlicher Hinsicht begann die Saison etwas schwächer als die vorherige geendet hatte, bei den ersten drei Springen verpasste Widhölzl die Punkteränge. Er erklärte später, dass er immer schlecht in die Saison gestartet sei, weil sich seine Skier in den ersten Weltcups regelmäßig nicht richtig angefühlt hätten. Auch bei der Vierschanzentournee knüpfte Widhölzl nicht an seine Vorjahresleistung an und kam nur einmal unter die besten zwanzig. Nach einer Steigerung im Januar gelang ihm in Iron Mountain zum ersten Mal der Sprung auf das Podest, als Zweiter hinter Jens Weißflog und vor dem Finnen Ari-Pekka Nikkola. Für den damals 19-Jährigen war das „schon ein spezielles Erlebnis und ein ganz besonderer Tag“. Zum Saisonende folgten noch zwei Höhepunkte mit dem Team: der erste Weltcupsieg in Oslo auf dem Holmenkollbakken und die Bronzemedaille bei der Juniorenweltmeisterschaft. Aufgrund der Top-Ten-Resultate zum Saisonende kam Widhölzl mit 320 Punkten auf den 20. Rang im Gesamtweltcup, womit er bereits drittbester Österreicher hinter Goldberger und Reinhard Schwarzenberger war.
| Ereignis | Ort             | Datum            | Wettk.    | Platz |
| -------- | --------------- | ---------------- | --------- | ----- |
| WM       | Trondheim (NOR) | 22. Februar 1997 | K90       | 9     |
| WM       | Trondheim (NOR) | 27. Februar 1997 | Team K120 | 4     |
| WM       | Trondheim (NOR) | 1. März 1997     | K120      | 31    |

| Weltcupstarts                | Weltcupstarts                | Weltcupstarts                | Weltcupstarts                | 21               |
| Platzierungen in den Top Ten | Platzierungen in den Top Ten | Platzierungen in den Top Ten | Platzierungen in den Top Ten | 6                |
| Platzierungen auf dem Podest | Platzierungen auf dem Podest | Platzierungen auf dem Podest | Platzierungen auf dem Podest | 2                |
|                              |                              |                              |                              |                  |
| Ergebnis im Gesamtweltcup    | Ergebnis im Gesamtweltcup    | Ergebnis im Gesamtweltcup    | Ergebnis im Gesamtweltcup    | 15. (401 Punkte) |
|                              |                              |                              |                              |                  |
| Vierschanzentournee          | Vierschanzentournee          | Vierschanzentournee          | Vierschanzentournee          | 14. (836 Punkte) |

| Ort         | Datum        | Wettk.    | Platz |
| ----------- | ------------ | --------- | ----- |
| Lahti (FIN) | 8. März 1997 | Team K114 | 2     |
| Lahti (FIN) | 9. März 1997 | K114      | 1     |

Auch in den ersten Springen der Saison 1996/97 verpasste Widhölzl die Punkteränge. Zur Vierschanzentournee hin verbesserten sich die Ergebnisse, dort belegte er den 14. Rang im Gesamtergebnis. Auch bei weiteren Wettkämpfen sprang er regelmäßig unter die besten Zwanzig, sodass er im Februar 1997 erneut zur Nordischen Skiweltmeisterschaft in Trondheim berufen wurde. Nach einem neunten Platz im Einzel von der Normalschanze sprang er ebenfalls wieder – an dritter Position – im Teamwettbewerb mit. Auch bei dieser Weltmeisterschaft verpasste das österreichische Team als Vierter die erwartete Medaille; diesmal war es Martin Höllwarth, der als zweiter Starter nicht weit genug sprang. Unmittelbar nach der Weltmeisterschaft stand das erstmals ausgetragene Nordic Tournament an. Nach einem Teamspringen in Lahti, das Österreich auf Rang zwei beendete, fand im selben Ort tags darauf ein Einzelspringen statt. Auf der Salpausselkä-Schanze behinderten starke Windböen den ersten Durchgang. Widhölzl konnte mit diesen Bedingungen am besten umgehen und führte nach dem ersten Sprung. Als das Springen anschließend abgebrochen wurde, hatte er so seinen ersten Weltcupsieg geholt. Auch bei den restlichen Saisonspringen erzielte der 20-Jährige gute Ergebnisse. Dadurch war er im Endklassement des Nordic Tournaments Dritter und im Gesamtweltcup als Fünfzehnter zweitbester Österreicher.

### Nummer eins im österreichischen Team (1997 bis 2000)

#### Olympiamedaillen und Weltcupsiege (1997/1998)
| Ereignis   | Ort              | Datum            | Wettk.    | Platz |
| ---------- | ---------------- | ---------------- | --------- | ----- |
| Skiflug-WM | Oberstdorf (GER) | 25. Januar 1998  | K185      | 9     |
| Olympia    | Nagano (JPN)     | 8. Februar 1998  | Team K120 | 3     |
| Olympia    | Nagano (JPN)     | 11. Februar 1998 | K90       | 3     |
| Olympia    | Nagano (JPN)     | 15. Februar 1998 | K120      | 4     |

| Weltcupstarts                | Weltcupstarts                | Weltcupstarts                | Weltcupstarts                | 27               |
| Platzierungen in den Top Ten | Platzierungen in den Top Ten | Platzierungen in den Top Ten | Platzierungen in den Top Ten | 16               |
| Platzierungen auf dem Podest | Platzierungen auf dem Podest | Platzierungen auf dem Podest | Platzierungen auf dem Podest | 7                |
|                              |                              |                              |                              |                  |
| Ergebnis im Gesamtweltcup    | Ergebnis im Gesamtweltcup    | Ergebnis im Gesamtweltcup    | Ergebnis im Gesamtweltcup    | 3. (1208 Punkte) |
|                              |                              |                              |                              |                  |
| Vierschanzentournee          | Vierschanzentournee          | Vierschanzentournee          | Vierschanzentournee          | 7. (832 Punkte)  |

| Ort             | Datum             | Wettk. | Platz |
| --------------- | ----------------- | ------ | ----- |
| Predazzo (ITA)  | 6. Dezember 1997  | K90    | 3     |
| Engelberg (SUI) | 20. Dezember 1997 | K120   | 1     |
| Sapporo (JPN)   | 5. Februar 1998   | K120   | 1     |
| Vikersund (NOR) | 28. Februar 1998  | K175   | 1     |
| Kuopio (FIN)    | 4. März 1998      | K120   | 1     |
| Lahti (FIN)     | 7. März 1998      | K116   | 2     |
| Falun (SWE)     | 11. März 1998     | K115   | 2     |

Zu Beginn der olympischen Saison 1997/98 wechselte erneut der Trainer der Nationalmannschaft, auf Andreas Felder folgte der Finne Mika Kojonkoski, mit dem die gesamte Kommunikation auf Englisch stattfinden musste. Andreas Widhölzl bezeichnete Kojonkoski als „Perfektionist[en] auf der ganzen Linie“, der besonders auf den Teamgeist geachtet habe. Außerdem führte der Trainer aus Kuopio einen Absprungsimulator ein, um den Absprung als entscheidenden Teil des Skispringens besser zu üben. Zum ersten Mal startete Widhölzl mit einem Top-Ten-Platz in den Winter, als er Sechster in Lillehammer wurde. In Predazzo erreichte er bereits im Dezember beim dritten Wettkampf das erste Podiumsresultat der Saison, einen dritten Rang hinter Jani Soininen aus Finnland. Zwei Wochen später kehrte Andreas Goldberger in Engelberg nach einer Sperre wegen Kokainmissbrauchs zurück in den Weltcup. Erneut richtete sich die öffentliche Aufmerksamkeit auf ihn, die Medien spekulierten, dass Widhölzl nach Goldbergers Comeback wieder in den Hintergrund rücken würde. Doch er gewann den Weltcup von der Großschanze vor seinem Zimmernachbarn Stefan Horngacher, Goldberger wurde nur Zehnter. Bei der darauffolgenden Vierschanzentournee wiederholte er zwar diesen Erfolg nicht, erreichte allerdings dank eines fünften Platzes beim Abschlussspringen in Bischofshofen den siebten Platz in der Tourneewertung – Goldberger als Vierter hatte nur fünfzig Punkte mehr geholt. Zwei weitere vierte Plätze Mitte Januar bekräftigten Widhölzls Position als Führungskraft im österreichischen Team, Andreas Goldberger verpasste bei diesen Wettkämpfen sogar die Punkteränge. Bei der Skiflug-WM erreichte Widhölzl als einziger Österreicher auf Platz neun die Top Ten, in Sapporo gewann er das letzte Springen vor den Olympischen Spielen. Durch Goldbergers Rückkehr hatte sich jedoch das Klima in der Mannschaft insgesamt verschlechtert, wodurch auch die Leistung vieler österreichischer Springer nachließ. Auch Widhölzl hatte unmittelbar vor dem Weltcup in Sapporo Probleme, fand dann jedoch gemeinsam mit Stefan Horngacher eine technische Unsauberkeit, die er verbesserte, und gewann schließlich das Springen.
Neben den Japanern, die bei Olympia im eigenen Land als Favoriten galten, den Deutschen und den Finnen reisten die Österreicher als eines der bis dahin stärksten Team zu den Olympischen Spielen in Nagano. Im Teamwettkampf, der als erstes der drei Springen auf dem Zeitplan stand, nahm Widhölzl die Position des Schlussspringers ein, nachdem Andreas Goldberger überhaupt nicht für den Teamwettbewerb nominiert wurde. Durch einen Schneesturm in Hakuba, wo die nordischen Wettkämpfe stattfanden, änderte sich das Klassement je nach den Bedingungen, die der jeweilige Springer hatte, häufig; das österreichische Team lag zunächst auf dem siebten Rang, ehe es sich zwischenzeitlich an die Spitze setzte und dann kurz vor Schluss wieder auf Rang vier zurückfiel. Als letzter Starter überholte Andreas Widhölzl – mit einem laut Mika Kojonkoski „sensationellen Sprung“ – noch die Norweger und verhinderte somit, dass seine Nation erneut medaillenlos blieb. Der 21-Jährige war zudem von allen 52 Teilnehmern insgesamt der beste, was er als „heimliche Goldmedaille“ bezeichnete. Drei Tage darauf fand der Wettbewerb von der Normalschanze statt. Mit zwei guten Sprüngen gelang dem Österreicher der dritte Rang hinter Jani Soininen und Kazuyoshi Funaki, die nur um zwei beziehungsweise einen Punkt besser waren. Dabei profitierte Widhölzl von einem schlechten Sprung des Führenden nach dem ersten Durchgang, dem Japaner Masahiko Harada, der auf den fünften Rang zurückfiel. Wiederum vier Tage später nahm der Olympiadebütant an seinem ersten olympischen Springen von der Großschanze teil. Dort führte er nach dem ersten Durchgang die Konkurrenz an, hatte im zweiten Versuch ungünstige Windbedingungen, erzielte trotz eines guten Sprunges eine geringe Weite und verlor so alle Chancen auf die dritte Medaille im dritten Wettbewerb. Diesmal platzierte sich Masahiko Harada als Bronzemedaillengewinner einen Zehntelpunkt vor Widhölzl; bei dem Japaner hatten die Kampfrichter zudem übersehen, dass er bei der Landung mit der Hand in den Schnee griff. Die Medien bezeichneten den schließlich Viertplatzierten als „wahren Olympiasieger“, Widhölzl zeigte sich zwar zunächst enttäuscht, freute sich später aber doch über seine beiden Bronzemedaillen.
Schon vor den Olympischen Spielen lag Widhölzl gut im Gesamtweltcup, durch Siege in Vikersund und Kuopio verbesserte er sich auf den zweiten Rang in dieser Wertung. Mit nunmehr 58 Punkten Rückstand auf den nach Olympia schwächelnden Kazuyoshi Funaki bot sich dem Österreicher die Chance, die Führung und damit das gelbe Trikot des Spitzenreiters zu übernehmen. Mit zwei zweiten Rängen in Lahti und Falun schaffte er es tatsächlich, Funaki zu überholen; gleichzeitig gewann er das Nordic Tournament, indem er jedes der fünf Springen mindestens auf Rang sieben beendete. Zum Saisonende standen lediglich noch zwei Wettbewerbe in Planica an, die Widhölzl zur Verteidigung des gelben Trikots gut absolvieren musste. Wegen schlechter Windbedingungen erreichte er im ersten Wettkampf jedoch nur den 24. Rang – womit er schon hinter Funaki und den Slowenen Primož Peterka zurückfiel. Im letzten Springen der Saison platzierte sich der Fieberbrunner zwar auf dem sechsten Rang, doch es reichte nicht mehr, um Peterka von der Spitze zu verdrängen. Mit 1208 Punkten, dreimal so viele wie im Vorjahr, klassierte sich Widhölzl auf dem dritten Gesamtweltcuprang, was für den vor der Saison als Außenseiter gehandelten Athleten ein Erfolg war.

#### Rückschläge bei der Weltmeisterschaft (1998/1999)
| Ereignis | Ort          | Datum            | Wettk.    | Platz |
| -------- | ------------ | ---------------- | --------- | ----- |
| WM       | Ramsau (AUT) | 20. Februar 1999 | Team K120 | 3     |
| WM       | Ramsau (AUT) | 21. Februar 1999 | K120      | 12    |
| WM       | Ramsau (AUT) | 26. Februar 1999 | K90       | 9     |

| Weltcupstarts                | Weltcupstarts                | Weltcupstarts                | Weltcupstarts                | 25               |
| Platzierungen in den Top Ten | Platzierungen in den Top Ten | Platzierungen in den Top Ten | Platzierungen in den Top Ten | 14               |
| Platzierungen auf dem Podest | Platzierungen auf dem Podest | Platzierungen auf dem Podest | Platzierungen auf dem Podest | 6                |
|                              |                              |                              |                              |                  |
| Ergebnis im Gesamtweltcup    | Ergebnis im Gesamtweltcup    | Ergebnis im Gesamtweltcup    | Ergebnis im Gesamtweltcup    | 7. (833 Punkte)  |
|                              |                              |                              |                              |                  |
| Vierschanzentournee          | Vierschanzentournee          | Vierschanzentournee          | Vierschanzentournee          | 15. (796 Punkte) |

| Ort                 | Datum             | Wettk.    | Platz |
| ------------------- | ----------------- | --------- | ----- |
| Oberhof (GER)       | 12. Dezember 1998 | K120      | 1     |
| Harrachov (CZE)     | 20. Dezember 1998 | K120      | 3     |
| Bischofshofen (AUT) | 6. Januar 1999    | K120      | 1     |
| Engelberg (SUI)     | 10. Januar 1999   | K120      | 2     |
| Willingen (GER)     | 30. Januar 1999   | Team K120 | 2     |
| Willingen (GER)     | 31. Januar 1999   | K120      | 2     |

Wie schon bei mehreren Weltcupsaisons zuvor begann der Winter 1998/99 mit einem weniger guten Resultat, einem 29. Platz in Lillehammer, für den mittlerweile zum Favoriten aufgestiegenen Widhölzl. Nach mehreren Platzierungen um den zwölften Rang herum, siegte er Mitte Dezember zum ersten Mal in der neuen Saison. Beim durch schlechte Wetterbedingungen geprägten Wettkampf von Oberhof hielt Widhölzl die Führung nach dem ersten Durchgang und profitierte erneut von einem vorzeitigen Abbruch. Mit dem Sieg des 22-Jährigen endete gleichzeitig auch eine Serie von zwölf sieglosen Springen in Serie für die Österreicher. Besonders im Training zeigte Widhölzl gute Leistungen; diese konnte er aber oft nicht auf den Wettkampf übertragen. Auch bei der Vierschanzentournee war er dreimal Qualifikationsbester und zweimal Führender nach dem ersten Durchgang, jedoch nur einmal Sieger – beim vierten und letzten Springen in Bischofshofen. Trotz eines weiteren vierten Platzes beim Auftaktspringen in Oberstdorf gelang ihm in der Tourneewertung nur der 15. Rang, eine Verschlechterung um acht Plätze gegenüber dem Vorjahr. Dennoch blieb Widhölzl der stärkste Springer in seiner Mannschaft, zwischen der Tournee und der einen Monat später stattfindenden Weltmeisterschaft erreichte er durchgehend, siebenmal in Folge, die Top Ten.
Als Saisonhöhepunkt fand die Nordische Ski-WM 1999 dort statt, wo Widhölzl das letzte Weltcupspringen gewonnen hatte: auf der Paul-Außerleitner-Schanze in Bischofshofen, die gleichzeitig zu seinen Lieblingsschanzen zählte. Dementsprechend lag die öffentliche Erwartungshaltung besonders hoch, weswegen speziell für das Großereignis neue Anzüge hergestellt wurden. Das ungetestete Material stellte sich als schlechter als das gebrauchte heraus, darum trat die Mannschaft mit den alten Anzügen an. Dadurch habe das Team besonders mental „einen Knick erhalten“, erklärte Widhölzl. Tatsächlich gewann die österreichische Mannschaft nur eine Medaille, die bronzene im Teamwettbewerb, in dem Widhölzl wieder als Startspringer von der Schanze geschickt wurde. In den beiden Einzelwettbewerben, die von Deutschen und Japanern dominiert wurden, war Widhölzl Neunter von der Normal- und Zwölfter von der Großschanze, beide Male wurde er von einem Teamkollegen geschlagen. Besonders sein Zimmernachbar Stefan Horngacher erlebte eine gute Saison, in der er sich mehrmals vor Widhölzl platzierte. Nach der Weltmeisterschaft verpasste der Fieberbrunner in vier von sechs Wettkämpfen die Punkteränge, die beiden anderen Springen beendete er als Achter. Das Nordic Tournament im März verließ der Titelverteidiger, der nach den ersten beiden Wettbewerben ohnehin alle Chancen verloren hatte, vorzeitig, um bei der Geburt seiner ersten Tochter dabei zu sein. Im Gesamtweltcup behielt Widhölzl als Siebter die Stellung als bester Österreicher, im Vergleich zum Vorjahr erzielte er jedoch knapp 400 Punkte weniger.

#### Vierschanzentourneesieger und Vizeweltmeister (1999/2000)
| Ereignis   | Ort             | Datum            | Wettk. | Platz |
| ---------- | --------------- | ---------------- | ------ | ----- |
| Skiflug-WM | Vikersund (NOR) | 14. Februar 2000 | K185   | 2     |

| Weltcupstarts                | Weltcupstarts                | Weltcupstarts                | Weltcupstarts                | 29               |
| Platzierungen in den Top Ten | Platzierungen in den Top Ten | Platzierungen in den Top Ten | Platzierungen in den Top Ten | 23               |
| Platzierungen auf dem Podest | Platzierungen auf dem Podest | Platzierungen auf dem Podest | Platzierungen auf dem Podest | 16               |
|                              |                              |                              |                              |                  |
| Ergebnis im Gesamtweltcup    | Ergebnis im Gesamtweltcup    | Ergebnis im Gesamtweltcup    | Ergebnis im Gesamtweltcup    | 2. (1452 Punkte) |
|                              |                              |                              |                              |                  |
| Vierschanzentournee          | Vierschanzentournee          | Vierschanzentournee          | Vierschanzentournee          | 1. (988 Punkte)  |

| Ort                            | Datum             | Wettk.    | Platz |
| ------------------------------ | ----------------- | --------- | ----- |
| Val di Fiemme (ITA)            | 4. Dezember 1999  | K120      | 1     |
| Val di Fiemme (ITA)            | 5. Dezember 1999  | K120      | 1     |
| Villach (AUT)                  | 12. Dezember 1999 | K90       | 3     |
| Zakopane (POL)                 | 19. Dezember 1999 | K116      | 3     |
| Oberstdorf (GER)               | 29. Dezember 1999 | K115      | 3     |
| Garmisch (GER)                 | 1. Januar 2000    | K115      | 1     |
| Innsbruck (AUT)                | 3. Januar 2000    | K110      | 1     |
| Bischofshofen (AUT)            | 6. Januar 2000    | K120      | 1     |
| Engelberg (SUI)                | 8. Januar 2000    | K120      | 3     |
| Hakuba (JPN)                   | 25. Januar 2000   | Team K120 | 3     |
| Hakuba (JPN)                   | 26. Januar 2000   | K120      | 2     |
| Willingen (GER)                | 5. Februar 2000   | K120      | 1     |
| Willingen (GER)                | 6. Februar 2000   | K120      | 1     |
| Tauplitz/Bad Mitterndorf (AUT) | 19. Februar 2000  | K180      | 2     |
| Iron Mountain (USA)            | 27. Februar 2000  | K120      | 2     |
| Lahti (FIN)                    | 4. März 2000      | Team K116 | 2     |

Im Sommer 1999 ging Andreas Widhölzl zum ersten Mal beim Sommer-Grand-Prix an den Start, wo er mit dem Team zweimal auf dem Podest stand. Dann kam ein erneuter Trainerwechsel. Mika Kojonkoski wechselte als Cheftrainer in sein Heimatland Finnland, dafür wurde der ehemalige Vizeweltmeister Alois Lipburger engagiert, der bereits in der Skischule Stams gearbeitet hatte. Widhölzl bezeichnete Lipburger nach seinem Karriereende als seinen besten Trainer, unter dessen Anleitung 95 Prozent seiner Sprünge gut geworden seien und er sich insgesamt stabilisiert habe. Nach einem mäßigen Saisonauftakt – die allerersten Wettkämpfe in Kuopio hatte der Tiroler ganz ausgelassen – standen die Weltcupspringen in Predazzo an, bei denen die Bedingungen ständig wechselten. Am ersten Wettkampftag gewann Widhölzl, indem er in beiden Durchgängen den Schanzenrekord verbesserte. Für den zweiten Wettkampftag hatte die Jury einen zu langen Anlauf gewählt, mit dem schon die ersten Springer Schanzenrekord sprangen. Der Wettbewerb wurde nach einer Initiative von dem Weltcupführenden Martin Schmitt, Andreas Goldberger sowie weiteren Spitzenathleten abgebrochen und neugestartet, auch diesmal triumphierte Widhölzl. Nach diesem Doppelsieg erreichte der Österreicher weitere Top-Fünf-Ergebnisse, ehe wieder die Vierschanzentournee anstand.
Obwohl sich Widhölzl mit vier Podestplätzen binnen zwei Wochen in einer Topform befand, galt nicht er, sondern der deutsche Doppelweltmeister und Gesamtweltcupführende Martin Schmitt als Favorit für die Vierschanzentournee. Tatsächlich gewann dieser das Auftaktspringen in Oberstdorf vor Andreas Goldberger. Widhölzl platzierte sich knapp vor Schmitts Teamkollegen Sven Hannawald auf dem dritten Rang und hatte mit 16 Punkten deutlichen Rückstand. Auf der Großen Olympiaschanze von Garmisch, wo das traditionelle Neujahrsspringen stattfindet, war Widhölzl bis dahin bestenfalls Achtzehnter geworden. Am Silvesterabend zuvor hatte der in die Übertragung neu eingestiegene deutsche Fernsehsender RTL eine große Millenniumsfeier organisiert, sodass Widhölzl und andere Athleten erst nach Mitternacht schlafen konnten. Dennoch triumphierte er mit zehn Punkten Vorsprung auf den Japaner Masahiko Harada und übernahm die Tourneeführung zur „Halbzeit“, da Martin Schmitt als Elfter mehr als 20 Punkte verlor. Nach dem überraschenden Sieg verspürte Widhölzl einen großen Druck, da in den Medien nun der erste Sieg eines Tirolers beim dritten Springen in Innsbruck gefordert wurde. Auch Cheftrainer Alois Lipburger traute Widhölzl den Sieg zu, er sei „wenn es normal läuft, nicht zu schlagen“. Mit 114 Metern übernahm er tatsächlich nach dem ersten Durchgang die Führung auf der Bergiselschanze und sprang auch im zweiten Durchgang nur unwesentlich kürzer, womit der Sieg feststand. Martin Schmitt als Zweitplatzierter verlor erneut mehrere Punkte auf Widhölzl, der auch das vierte Springen in Bischofshofen gewann – sein zwölfter Weltcupsieg – und dabei zugleich den bisherigen Schanzenrekord verbesserte. In der Tourneewertung hatte Widhölzl schließlich 25 Punkte Vorsprung auf Janne Ahonen, der Schmitt noch auf Rang drei verdrängte.
Schon zwei Tage nach der Vierschanzentournee fand der nächste Weltcup in Engelberg statt. Der nach der Tournee kurzfristig erkrankte Widhölzl ließ die Qualifikation aus und startete erst wieder im Wettkampf, wo er sich als Dritter und Fünfter zweimal Martin Schmitt geschlagen geben musste. Ende Januar erreichte er bei den Japan-Wettkämpfen mehrere Top-Ten-Resultate, kurz darauf gewann er an einem Wochenende zwei Springen in Willingen, bevor das nächste Großereignis des Winters, die Skiflugweltmeisterschaft in Vikersund ausgetragen wurde. Nach dem Tourneesieg war diesmal Widhölzl der Favorit, erwartet wurde ein Dreikampf zwischen ihm, Schmitt und Ahonen. Doch auf dem windanfälligen Vikersundbakken entwickelte sich der Wettkampf bei schlechten Bedingungen wieder einmal unvorhergesehen; nach einem schweren Sturz eines russischen Springers erklärten die Favoriten ihren Startverzicht und forderten einen Abbruch sowie eine Verschiebung auf den nächsten Tag. Dem wurde stattgegeben, am Montag wurde der Weltmeister mit drei Sprüngen binnen drei Stunden ermittelt. Es siegte schließlich Sven Hannawald, der seinen Ski nach einer Lücke im Reglement veränderte und vor Widhölzl und Janne Ahonen triumphierte. Im Anschluss an die Weltmeisterschaft schlug Hannawald den Österreicher ein weiteres Mal, diesmal am Kulm, wo Widhölzl zwar zwei Meter weiter sprang, aber aufgrund schlechterer Haltungsnoten hinter den Deutschen zurückfiel. Zum Saisonende folgten weitere Top-Fünf-Ergebnisse, unter anderem ein zweiter Rang in Iron Mountain. Im Gesamtweltcup musste er sich jedoch mit mehr als 400 Punkten Rückstand Martin Schmitt geschlagen geben, verteidigte aber den zweiten Rang vor Janne Ahonen. Von den Punkten her blieb der Winter der erfolgreichste in Widhölzls gesamter Karriere.

### Wechselhafte Jahre (2000 bis 2004)

#### Verlust und Rückgewinn der Führungsrolle in der Mannschaft (2000 bis 2002)
Keine Teilnahme an Großereignissen
| Weltcupstarts                | Weltcupstarts                | Weltcupstarts                | Weltcupstarts                | 20               |
| Platzierungen in den Top Ten | Platzierungen in den Top Ten | Platzierungen in den Top Ten | Platzierungen in den Top Ten | 9                |
| Platzierungen auf dem Podest | Platzierungen auf dem Podest | Platzierungen auf dem Podest | Platzierungen auf dem Podest | 6                |
|                              |                              |                              |                              |                  |
| Ergebnis im Gesamtweltcup    | Ergebnis im Gesamtweltcup    | Ergebnis im Gesamtweltcup    | Ergebnis im Gesamtweltcup    | 12. (388 Punkte) |
|                              |                              |                              |                              |                  |
| Vierschanzentournee          | Vierschanzentournee          | Vierschanzentournee          | Vierschanzentournee          | 16. (690 Punkte) |

| Ort                 | Datum             | Wettk.    | Platz |
| ------------------- | ----------------- | --------- | ----- |
| Kuopio (FIN)        | 24. November 2000 | K120      | 3     |
| Kuopio (FIN)        | 25. November 2000 | Team K120 | 2     |
| Bischofshofen (AUT) | 6. Januar 2001    | K120      | 1     |
| Park City (USA)     | 19. Januar 2001   | Team K120 | 3     |
| Hakuba (JPN)        | 24. Januar 2001   | K120      | 3     |
| Willingen (GER)     | 2. Februar 2001   | Team K120 | 2     |

Der Sommer-Grand-Prix im August 2000 begann für Andreas Widhölzl mit einem Sieg in Hinterzarten, danach knüpfte er nicht mehr an dieses Ergebnis an und verpasste mehrmals die Top Ten. Dennoch ging er als Favorit in die Saison 2000/01. Vor dem Winter erklärte er gegenüber einem Reporter, er werde gelassen in die Saison gehen und sich nicht unter Druck setzen lassen. In Kuopio fand der Weltcupauftakt statt, Widhölzl kam im Einzelwettbewerb hinter Martin Schmitt sowie Sven Hannawald auf den dritten Platz und platzierte sich tags darauf mit dem Team auf Rang zwei. Nachdem der Österreicher beim zweiten Weltcupwochenende in Kuopio die Top Ten beide Male verpasst hatte, folgte eine vierwöchige Pause, bedingt durch ständige Absagen von Springen. Im Anschluss an die Pause stand die Vierschanzentournee an, die Widhölzl als Titelverteidiger bestritt, er sah jedoch nicht sich selbst, sondern Martin Schmitt als größten Sieganwärter an. Beim ersten Springen in Oberstdorf verlor der Österreicher bereits alle Chancen auf den Gesamtsieg, als er im ersten Durchgang auf dem Vorbau bei weniger als 90 Metern landete und ausschied. Erst in Bischofshofen beim Abschlusswettkampf erreichte er wieder das Podest, doch in der Gesamttourneewertung rutschte der Vorjahressieger auf Platz 16 ab. Nach der Vierschanzentournee gelangen Widhölzl im Weltcup mehrere gute Ergebnisse in Serie, mehrmals war jedoch ein Teamkollege besser. Dennoch blieb der Fieberbrunner eine Führungsfigur in der österreichischen Mannschaft; als Schlussspringer sicherte er beim Teamwettbewerb in Willingen trotz kleiner technischer Schwächen den zweiten Rang hinter Finnland. Auf dem Rückweg von Willingen am 4. Februar 2001 lenkte Martin Höllwarth das Auto mit Widhölzl und Cheftrainer Alois Lipburger. Ihm geriet der Wagen auf einer kurvigen Landstraße bei Füssen außer Kontrolle; der PKW kam ins Schleudern und prallte schließlich gegen einen Baum. Bei diesem Unfall starb der 44-jährige Lipburger; Widhölzl und Höllwarth standen unter Schock und wurden anschließend psychologisch betreut. Den Trainerposten übernahm kurzfristig Anton Innauer. Bereits zehn Tage nach dem Unfall wurde die Nordische Ski-WM in Lahti ausgetragen, für die Widhölzl schon einen sicheren Startplatz zugesagt bekommen hatte. Da der 24-Jährige im Training mit der Schanze nicht zurechtkam und sehr schlechte Versuche zeigte, änderten die Trainer nach Rücksprache mit Widhölzl das Team noch einmal. Der sich in guter Form befindende Andreas Goldberger sprang erstmals seit 1998 wieder in der ersten Mannschaft, Widhölzl wurde nicht nominiert und reiste enttäuscht vorzeitig aus Lahti ab. Das Team gewann schließlich die Goldmedaille, für den Tiroler blieb die nicht mit den Trainern abgesprochene Abreise ohne Konsequenzen. In den letzten vier Wettbewerben erreichte Widhölzl nur noch ein Top-Ten-Ergebnis und beendete die Saison als Zwölfter im Gesamtweltcup sowie als drittbester Athlet seines Landes. Die Rolle als Nummer eins in der österreichischen Mannschaft hatte er an Wolfgang Loitzl verloren, der sowohl im Gesamtweltcup als auch bei der Vierschanzentournee besser in der Wertung lag.
| Ereignis   | Ort             | Datum            | Wettk.    | Platz |
| ---------- | --------------- | ---------------- | --------- | ----- |
| Olympia    | Park City (USA) | 10. Februar 2002 | K90       | 24    |
| Olympia    | Park City (USA) | 13. Februar 2002 | K120      | 21    |
| Olympia    | Park City (USA) | 18. Februar 2002 | Team K120 | 4     |
| Skiflug-WM | Harrachov (CZE) | 9. März 2002     | K185      | 7     |

| Weltcupstarts                | Weltcupstarts                | Weltcupstarts                | Weltcupstarts                | 25              |
| Platzierungen in den Top Ten | Platzierungen in den Top Ten | Platzierungen in den Top Ten | Platzierungen in den Top Ten | 19              |
| Platzierungen auf dem Podest | Platzierungen auf dem Podest | Platzierungen auf dem Podest | Platzierungen auf dem Podest | 9               |
|                              |                              |                              |                              |                 |
| Ergebnis im Gesamtweltcup    | Ergebnis im Gesamtweltcup    | Ergebnis im Gesamtweltcup    | Ergebnis im Gesamtweltcup    | 4. (874 Punkte) |
|                              |                              |                              |                              |                 |
| Vierschanzentournee          | Vierschanzentournee          | Vierschanzentournee          | Vierschanzentournee          | 5. (980 Punkte) |

| Ort                 | Datum             | Wettk.    | Platz |
| ------------------- | ----------------- | --------- | ----- |
| Val di Fiemme (ITA) | 21. Dezember 2001 | K120      | 2     |
| Val di Fiemme (ITA) | 22. Dezember 2001 | K120      | 3     |
| Garmisch (GER)      | 1. Januar 2002    | K115      | 2     |
| Willingen (GER)     | 13. Januar 2002   | Team K120 | 1     |
| Zakopane (POL)      | 19. Januar 2002   | K120      | 3     |
| Hakuba (JPN)        | 24. Januar 2002   | K120      | 1     |
| Sapporo (JPN)       | 26. Januar 2002   | K120      | 1     |
| Sapporo (JPN)       | 27. Januar 2002   | Team K120 | 1     |
| Planica (SLO)       | 23. März 2002     | Team K185 | 3     |

Nachdem das österreichische Team die letzte Saison erfolgreich beendet hatte, behielt Anton „Toni“ Innauer das Traineramt für die Saison 2001/02. Andreas Widhölzl bezeichnete Innauer als sehr ehrgeizig, deshalb habe es dem Team oft an Lockerheit gefehlt, wodurch wiederum vieles nicht rund gelaufen sei., Im Sommer-Grand-Prix 2001 siegte Widhölzl einmal, damit platzierte er sich auf dem zehnten Rang in der Gesamtwertung. Im September 2001 triumphierte Widhölzl bei beiden Wettkämpfen der Österreichischen Meisterschaft deutlich, dadurch setzte er sich wieder an die erste Position in seiner Mannschaft. Innauer bezeichnete seine Trainingsleistungen als maßstäblich und konstant gut. Kurz vor Saisonbeginn sorgte der Skiwechsel Widhölzls vom Unternehmen Atomic zu dessen Konkurrenten Blizzard Ski für Aufregung, nachdem der österreichische Verband diesen gefördert hatte, ohne sich mit Atomic abzusprechen. Blizzard Ski argumentierte, dass Widhölzl mit den neuen Skiern erfolgreicher sei als mit den alten tatsächlich startete dieser mit drei Resultaten unter den ersten zehn in die Saison. Nach zwei schwächeren Springen Anfang Dezember und einer kurzen Auszeit zum Trainieren setzte er diese Serie fort und nahm so in guter Form an der Vierschanzentournee teil. Dort bewahrte Widhölzl mit einem sechsten Rang in Oberstdorf, einem zweiten Platz in Garmisch und einer weiteren Platzierung auf Rang sechs in Innsbruck lange Zeit die Chancen auf eine vordere Platzierung. Besonders beim zweiten Wettbewerb hatte er sich mit dem späteren Tourneesieger Sven Hannawald – der als erster Sportler alle vier Springen gewann – ein Duell geliefert und diesen im ersten Durchgang knapp geschlagen. Nachdem ihm im zweiten Durchgang zwei Meter fehlten, um den Deutschen von Platz eins zu verdrängen, klagte Widhölzl über Probleme mit seinen Kontaktlinsen; er habe gedacht, die 130-Meter-Linie zu sehen und so zu früh zur Landung angesetzt. Daraufhin ärgerten sich die deutschen Trainer öffentlich über den fehlenden Respekt gegenüber dem Sieger. Mit einem zwölften Platz beim letzten Springen in Bischofshofen fiel Widhölzl auf den fünften Rang der Gesamtwertung zurück, dennoch hatte er sich wieder als stärkster österreichischer Athlet zurückgemeldet. In Willingen und Zakopane zählte der 25-Jährige erneut zu den stärksten Springern; auf der Japan-Tour – bei der viele Sportler fehlten, die sich auf die unmittelbar danach stattfindenden Olympischen Spiele vorbereiteten – gewann er alle drei Wettkämpfe und schob sich im Gesamtweltcup an die Führenden, den Polen Adam Małysz sowie Sven Hannawald, heran.
Mit einem dementsprechend großen öffentlichen Druck reiste die Mannschaft zu den Olympischen Winterspielen in Salt Lake City. Dort waren die Ergebnisse der Österreicher im ersten Training enttäuschend, die Trainer verloren die Gelassenheit und trafen Fehlentscheidungen bei der Mannschaftsaufstellung. Da zudem das Material der anderen Teams besser wirkte, wurde das Team verunsichert, die Stimmung wurde angespannter und das Selbstvertrauen schwand. Sowohl auf der Normal- als auch auf der Großschanze verlief der Wettkampf schlecht für Widhölzl, beide Male waren mindestens zwei Teamkollegen besser als er. Auch im Mannschaftswettbewerb verpasste der Tiroler eine Olympiamedaille, Österreich platzierte sich lediglich auf Rang vier hinter Bronzemedaillengewinner Slowenien. Nach den Olympischen Spielen knüpfte er nicht mehr an die vorolympische Form an, im Weltcup wurde er bestenfalls Achter, bei der Skiflug-WM als Siebter zumindest bester Österreicher. Den Gesamtweltcup beendete Widhölzl als guter Vierter, es siegte Adam Małysz vor Sven Hannawald und dem Finnen Matti Hautamäki.

#### Abnehmende Erfolge (2002 bis 2004)
| Ereignis | Ort                 | Datum            | Wettk.    | Platz |
| -------- | ------------------- | ---------------- | --------- | ----- |
| WM       | Val di Fiemme (ITA) | 22. Februar 2003 | K120      | 11    |
| WM       | Val di Fiemme (ITA) | 23. Februar 2003 | Team K120 | 5     |

| Weltcupstarts                | Weltcupstarts                | Weltcupstarts                | Weltcupstarts                | 29               |
| Platzierungen in den Top Ten | Platzierungen in den Top Ten | Platzierungen in den Top Ten | Platzierungen in den Top Ten | 22               |
| Platzierungen auf dem Podest | Platzierungen auf dem Podest | Platzierungen auf dem Podest | Platzierungen auf dem Podest | 7                |
|                              |                              |                              |                              |                  |
| Ergebnis im Gesamtweltcup    | Ergebnis im Gesamtweltcup    | Ergebnis im Gesamtweltcup    | Ergebnis im Gesamtweltcup    | 3. (1028 Punkte) |
|                              |                              |                              |                              |                  |
| Vierschanzentournee          | Vierschanzentournee          | Vierschanzentournee          | Vierschanzentournee          | 12. (894 Punkte) |

| Ort             | Datum             | Wettk.    | Platz |
| --------------- | ----------------- | --------- | ----- |
| Kuusamo (FIN)   | 30. November 2002 | K120      | 1     |
| Engelberg (SUI) | 22. Dezember 2002 | K125      | 2     |
| Liberec (CZE)   | 11. Januar 2003   | K120      | 2     |
| Sapporo (JPN)   | 26. Januar 2003   | K120      | 2     |
| Willingen (GER) | 8. Februar 2003   | K130      | 2     |
| Oslo (NOR)      | 8. März 2003      | Team K115 | 1     |
| Planica (SLO)   | 21. März 2003     | Team K185 | 3     |

Nach den ausbleibenden Erfolgen bei den Großereignissen Anfang 2002 trat Toni Innauer vom Trainerposten zurück und beschränkte sich wieder auf seine Rolle als Nordischer Direktor des Skiverbands. Sein Nachfolger wurde der Finne Hannu Lepistö, der zwei Jahrzehnte zuvor bereits Matti Nykänen ausgebildet hatte. Im Frühjahr 2002 hatte auch Stefan Horngacher seine Karriere beendet, er blieb allerdings als Kotrainer weiterhin in der Mannschaft. Mit Lepistös harten Trainingsmethoden kam Andreas Widhölzl nicht gut zurecht. Widhölzl bezeichnete Innauers Nachfolger als „einen von der alten Schule“, der mit allen Springern ohne Rücksicht auf ihre Voraussetzungen in etwa gleich trainierte., Zunächst sprang er jedoch konstant auf einem sehr hohen Niveau, im Sommer-Grand-Prix gewann er fünf der sechs Wettkämpfe und damit auch souverän die Gesamtwertung. Ende August bezeichnete der 25-Jährige seine eigene Form als sehr gut auch bei der Österreichischen Meisterschaft gewann er den Titel von der Normalschanze – punktgleich mit Stefan Thurnbichler. Der Weltcupwinter begann ebenfalls mit einem Weltcupsieg in Kuusamo erfolgreich. Die Dezemberwettbewerbe vor der Vierschanzentournee beendete Widhölzl mit einer Ausnahme – in Titisee-Neustadt kam er lediglich auf den 50. und damit letzten Rang – auf den ersten sechs Plätzen. Die Vierschanzentournee begann für ihn mit einem 28. Rang in Oberstdorf, womit er bereits aus der Reihe derer fiel, die um den Tourneesieg mitsprangen. Nachdem er in den restlichen drei Wettkämpfen ebenfalls keine Podiumsresultate und nur einen Platz unter den ersten acht erreichen konnte, klassierte sich Widhölzl in der Tourneewertung auf dem zwölften Rang, womit er nur das fünftbeste österreichische Ergebnis erzielte. Neben den erfahrenen Athleten Martin Höllwarth und Andreas Goldberger waren auch die jungen Florian Liegl und Thomas Morgenstern besser gewesen. Insgesamt hatte sich das Team verstärkt und führte den Nationencup deutlich an, dabei spielten auch neu geschnittene Anzüge eine Rolle. Die Mannschaftsmitglieder erklärten jedoch, dass das neue Material dem Reglement entspreche und dementierten, dass es sich um Schummelei handele. Im Anschluss an die Tournee stabilisierte sich Widhölzl wieder und platzierte sich zehnmal in Folge unter den Top Ten, darunter gelang ihm dreimal der Sprung auf Rang zwei. Bei der Weltmeisterschaft 2003 erreichte er von der Großschanze den elften Platz und zeigte in einem schwachen österreichischen Team beim Mannschaftswettkampf die beste Leistung, was aber erneut nicht für eine Medaille reichte, sondern nur für den fünften Rang. Für den Normalschanzenwettbewerb fühlte sich der Tiroler nicht in Form und gab seinen zugesicherten Startplatz an einen Nachwuchskollegen aus seinem Team, Christian Nagiller, ab. Während Nagiller den 30. Rang belegte, reiste Widhölzl erneut frühzeitig ab, um für seine Familie Zeit zu haben. Den unmittelbar danach stattfindenden Weltcup-Teamwettbewerb in Oslo gewann Österreich, Widhölzl zeigte als Schlussspringer eine gute Leistung. Er selbst machte dafür die kurze Pause verantwortlich, die er mit seiner Frau und seinen Kindern verbracht hatte. Trotz nur eines Saisonsieges – Martin Höllwarth als Sechster hatte beispielsweise gleich drei erreicht – platzierte sich Andreas Widhölzl dank konstanter Leistungen auf dem dritten Rang im Gesamtweltcup. Diese Saison war die dritte und letzte, in der er sich mehr als 1000 Weltcuppunkte sicherte, zudem handelte es sich auch um den letzten Winter, in dem Widhölzl der beste Österreicher war.
| Ereignis   | Ort           | Datum            | Wettk.    | Platz |
| ---------- | ------------- | ---------------- | --------- | ----- |
| Skiflug-WM | Planica (SLO) | 21. Februar 2004 | K185      | 16    |
| Skiflug-WM | Planica (SLO) | 22. Februar 2004 | Team K185 | 3     |

| Weltcupstarts                | Weltcupstarts                | Weltcupstarts                | Weltcupstarts                | 13               |
| Platzierungen in den Top Ten | Platzierungen in den Top Ten | Platzierungen in den Top Ten | Platzierungen in den Top Ten | 4                |
| Platzierungen auf dem Podest | Platzierungen auf dem Podest | Platzierungen auf dem Podest | Platzierungen auf dem Podest | 1                |
|                              |                              |                              |                              |                  |
| Ergebnis im Gesamtweltcup    | Ergebnis im Gesamtweltcup    | Ergebnis im Gesamtweltcup    | Ergebnis im Gesamtweltcup    | 29. (192 Punkte) |
|                              |                              |                              |                              |                  |
| Vierschanzentournee          | Vierschanzentournee          | Vierschanzentournee          | Vierschanzentournee          | 17. (859 Punkte) |

| Ort                    | Datum             | Wettk. | Platz |
| ---------------------- | ----------------- | ------ | ----- |
| Titisee-Neustadt (GER) | 14. Dezember 2003 | K120   | 2     |

Im Sommer 2003 verteidigte Widhölzl seinen Titel beim Sommer-Grand-Prix nicht und erreichte einen 13. Rang als bestes Ergebnis. Im Gegensatz dazu begann der Winter erfolgreich, vor der Vierschanzentournee hatte sich der Österreicher jeweils einmal auf dem zweiten und auf dem siebten Rang platziert. Dennoch fühlte er sich nicht in Form und hatte besonders körperliche Probleme. Widhölzl folgte dem Rat seines Trainers Hannu Lepistö, hart zu trainieren, um wieder in Form zu kommen und machte auch über Weihnachten Übungen. Bei der Vierschanzentournee hatte er daraufhin keine körperlichen Reserven mehr und verpasste bei allen vier Springen klar die Top Ten. Nach der Tournee musste er für ein Wochenende das Weltcupteam verlassen, um ein weiteres Spezialtraining einzulegen, teamintern waren inzwischen Thomas Morgenstern und Martin Höllwarth zu den Leitfiguren aufgestiegen., Weitere schlechte Wettkämpfe in Zakopane hatten die Folge, dass der Österreicher Ende Januar bis Anfang Februar im zweitklassigen Continental Cup antrat wo er auf Anhieb dreimal in Folge auf das Podest kam. Im Februar 2004 nahm er an der Skiflugweltmeisterschaft in Planica teil, wo er als Sechzehnter und drittbester Österreicher im Einzelwettbewerb überzeugte und so auch für den erstmals bei einer Skiflug-WM ausgetragenen Teamwettbewerb nominiert wurde. Als Startspringer trug er mit einer guten Leistung dazu bei, dass sich Österreich knapp vor Deutschland die Bronzemedaille sicherte. Zum Saisonende wurde Widhölzl nicht mehr im Einzelweltcup eingesetzt. Durch die hohe Zahl von Nichtnominierungen reihte er sich lediglich auf dem 29. Rang im Gesamtweltcup ein, was für ihn die schlechteste Platzierung in dieser Wertung seit einem Jahrzehnt war. Eine Ursache für die schlechten Ergebnisse sah Widhölzl darin, dass das Verhältnis zu seinem Trainer Hannu Lepistö schlechter geworden war, nachdem der Athlet den Trainingsrat des Finnen kritisiert hatte. Lepistö, unter dem sich lediglich Martin Höllwarth und Thomas Morgenstern verbessert hatten, wurde nach der Saison entlassen, als Grund nannte der Sportdirektor Toni Innauer unter anderem auch, dass Widhölzl keinen Zugang zu ihm gefunden hätte.

### Die Jahre vor dem Karriereende (2004 bis 2008)

#### Skiflugrekordler und Doppelweltmeister mit der Mannschaft (2004/2005)
| Ereignis | Ort              | Datum            | Wettk.     | Platz |
| -------- | ---------------- | ---------------- | ---------- | ----- |
| WM       | Oberstdorf (GER) | 19. Februar 2005 | HS100      | 25    |
| WM       | Oberstdorf (GER) | 20. Februar 2005 | Team HS100 | 1     |
| WM       | Oberstdorf (GER) | 25. Februar 2005 | HS137      | 17    |
| WM       | Oberstdorf (GER) | 26. Februar 2005 | Team HS137 | 1     |

| Weltcupstarts                | Weltcupstarts                | Weltcupstarts                | Weltcupstarts                | 27               |
| Platzierungen in den Top Ten | Platzierungen in den Top Ten | Platzierungen in den Top Ten | Platzierungen in den Top Ten | 23               |
| Platzierungen auf dem Podest | Platzierungen auf dem Podest | Platzierungen auf dem Podest | Platzierungen auf dem Podest | 8                |
|                              |                              |                              |                              |                  |
| Ergebnis im Gesamtweltcup    | Ergebnis im Gesamtweltcup    | Ergebnis im Gesamtweltcup    | Ergebnis im Gesamtweltcup    | 8. (999 Punkte)  |
|                              |                              |                              |                              |                  |
| Vierschanzentournee          | Vierschanzentournee          | Vierschanzentournee          | Vierschanzentournee          | 16. (770 Punkte) |

| Ort                            | Datum            | Wettk.     | Platz |
| ------------------------------ | ---------------- | ---------- | ----- |
| Trondheim (NOR)                | 4. Dezember 2004 | HS131      | 3     |
| Trondheim (NOR)                | 5. Dezember 2004 | HS131      | 3     |
| Willingen (GER)                | 8. Januar 2005   | Team HS145 | 3     |
| Tauplitz/Bad Mitterndorf (AUT) | 15. Januar 2005  | HS200      | 1     |
| Tauplitz/Bad Mitterndorf (AUT) | 16. Januar 2005  | HS200      | 2     |
| Pragelato (ITA)                | 12. Februar 2005 | Team HS140 | 1     |
| Planica (SLO)                  | 19. März 2005    | HS215      | 2     |
| Planica (SLO)                  | 20. März 2005    | HS215      | 3     |

Auf Hannu Lepistö folgte Alexander Pointner als Cheftrainer. Pointner war zu Beginn von Widhölzls Karriere noch selbst Skispringer und Teamkollege des Fieberbrunners gewesen, daher verstanden sich die beiden Österreicher gut. Widhölzl bezeichnete seinen neuen Trainer als sehr professionell, zudem sei er gleichzeitig auch Vertrauensperson gewesen. Im Sommer 2004 erreichte der Tiroler beim Sommer-Grand-Prix gute Resultate und nahm dementsprechend im November wieder an den ersten Saisonweltcups teil, nachdem er Ende des letzten Winters das A-Team verlassen hatte müssen. Widhölzl bestätigte seine sommerliche Form, indem er beim Saisonauftakt in Kuusamo zweimal unter die besten zehn kam und sich ein Wochenende später in Trondheim bei beiden Springen auf Rang drei platzierte. Seine konstanten Leistungen erklärte der 28-Jährige mit einer Technikumstellung, durch die seine Sprünge stabiler geworden waren., Nach weiteren Top-Ten-Ergebnissen gehörte er erneut dem erweiterten Favoritenkreis für die Vierschanzentournee an. Beim ersten Tourneespringen in Oberstdorf schied Widhölzl jedoch – zum ersten Mal in der Saison – schon im ersten Durchgang aus; seine Weite, 106,5 Meter, reichten nicht, um den deutschen Nachwuchsathleten Kai Bracht im direkten Duell zu schlagen. Der Österreicher zeigte sich zwar enttäuscht und negativ überrascht gleichzeitig bescheinigte ihm Alexander Pointner allerdings auch eine Persönlichkeitsentwicklung, dank der er das frühe Ausscheiden mental besser verkraftet habe. In Garmisch und Innsbruck gelangen dem Athleten solide Ergebnisse auf den Plätzen neun und sechs, dabei verbesserte er sich beim Wettkampf auf der Bergiselschanze im zweiten Durchgang um elf Ränge. Nach einem 16. Platz in Bischofshofen erreichte er auch im Gesamtklassement genau dieses Ergebnis. In Willingen platzierte sich Widhölzl auf Rang fünf. Zuvor hatte der norwegische Cheftrainer Mika Kojonkoski Vorwürfe gegen ihn und das österreichische Team erhoben, da dessen Sprunganzüge seiner Ansicht nach nicht regelkonform wirkten. Nach einer Kontrolle in der Qualifikation mussten Widhölzl und sein Teamkollege Thomas Morgenstern ihre Anzüge wechseln, sonst zog der Vorfall keine Konsequenzen nach sich. Eine Woche darauf standen die ersten Skiflugwettbewerbe des Winters auf dem Programm. Am Kulm bei Tauplitz/Bad Mitterndorf gewann der 28-Jährige am 15. Januar 2005 nach 777 Tagen ohne Triumph – seit November 2002 in Kuusamo – sein 18. Weltcupspringen. Mit Tagesbestweite im zweiten Durchgang verdrängte er den bis dahin führenden Norweger Roar Ljøkelsøy auf den zweiten Rang. Auch am zweiten Tag am Kulm kam Widhölzl einem Sieg nahe, diesmal fiel er jedoch als zwischenzeitlicher Spitzenreiter im zweiten Durchgang hinter Adam Małysz zurück. Auf den Weltcupsieg folgte eine weitere Serie von konstanten Resultaten zwischen Platz fünf und zehn sowie einem Sieg mit der Mannschaft, ehe Ende Februar die Weltmeisterschaft in Oberstdorf stattfand.
Bei der Nordischen Ski-WM 2005 wurden – zum zweiten Mal nach 2001 – zwei Teamwettbewerbe ausgetragen, sowohl auf der Normal- als auch auf der Großschanze. Zunächst stand jedoch der Einzelwettkampf von der Normalschanze an. Alexander Pointner gab dem erfahrenen Widhölzl trotz schwächerer Trainingsweiten den Vorzug vor Florian Liegl, da er sich in den letzten Versuchen deutlich verbessert hatte. Als 25. beendete er den ersten Wettbewerb zwar als schlechtester der vier eingesetzten Österreicher, dennoch nominierte Pointner ihn als zweiten Springer für den danach anstehenden Teamwettkampf von der kleineren Schanze. Dort zeigte Widhölzl eine gute Leistung und trug so dazu bei, dass Österreich Weltmeister wurde. Für den Tiroler bedeutete dies seine erste Goldmedaille bei einem Großereignis, nachdem er zuvor bereits vier Weltmeisterschafts- und Olympiabronzemedaillen sowie eine Skiflug-WM-Silbermedaille gewonnen hatte. Durch den ersten großen Titel fühlte sich Widhölzl für die restlichen beiden Wettkämpfe gestärkt, zumal er ihm die Großschanze ohnehin besser liege als die Normalschanze, auf der er Gold gewonnen hatte. Im Einzelspringen von der Großschanze platzierte er sich jedoch nur auf dem 17. Rang und war erneut der am weitesten hinten klassierte Sportler der insgesamt enttäuschenden österreichischen Mannschaft. Dennoch blieb er optimistisch; er habe Probleme mit der Schuhbindung gehabt, die jetzt behoben wären. Auch die restlichen Teamkollegen sahen trotz des mäßigen Abschneidens Chancen für einen weiteren Sieg im zweiten Mannschaftsspringen. Tatsächlich gelang Österreich im letzten Wettkampf ein weiterer Triumph in der gleichen Aufstellung wie im Normalschanzenwettbewerb. Erneut präsentierte sich Widhölzl besser als im Einzelspringen und empfand es als „voll cool“, dass er zweimal in der Mannschaft starten durfte und so doppeltes Gold gewann.
Den ersten Wettkampf des Nordic Tournaments im Anschluss an die Weltmeisterschaft Anfang März in Lahti ließ Widhölzl grippegeschwächt aus, danach erreichte er dreimal die Top Ten und stellte dabei in Oslo den neuen Schanzenrekord auf. Abgeschlossen wurde die Saison wie schon in den Jahren zuvor in Planica auf der weltgrößten Skiflugschanze Letalnica. Zwei Jahre zuvor hatte Matti Hautamäki aus Finnland auf dieser Schanze den Weltrekord von 231 Metern aufgestellt. Schon am ersten Trainingstag gelang Andreas Widhölzl ein Flug auf 234,5 Meter, der jedoch nicht als Weltrekord anerkannt wurde, weil der Österreicher bei der Landung stürzte. Die Ursache hierfür war das Platzen einer Naht im Schuh, die dem Druck nicht standgehalten hatte. Unmittelbar nach Widhölzls großer Weite verkürzte die Wettkampfjury den Anlauf um zwei Luken, sodass die darauffolgenden Weiten kleiner ausfielen. Im ersten Durchgang des Samstagspringens zeigte der Österreicher einen weiteren sehr guten Sprung und setzte sich mit 227,5 Metern an die Spitze. Im zweiten Durchgang überholte ihn Matti Hautamäki, der zwar kürzer sprang, aber bessere Haltungsnoten erzielte. Die Differenz zwischen den beiden lag schließlich bei einem Zehntelpunkt. Ebenfalls knapp dahinter platzierte sich Bjørn Einar Romøren, der im zweiten Durchgang die Tagesbestweite von 228,5 Metern flog. Am nächsten Tag wurde der letzte Saisonwettkampf ausgetragen. Mit 231 Metern im ersten Versuch stellte Widhölzl zwischenzeitlich den Weltrekord ein, dann sprang jedoch Janne Ahonen noch einmal 2,5 Meter weiter. Im letzten Durchgang der Saison erreichte der Tiroler 227,5 Meter und verbesserte sich auf Rang drei. Einen Sprung zuvor war Bjørn Einar Romøren auf 239 Meter geflogen und stand seinen Versuch, dieser damals aufgestellte Weltrekord hatte bis 2011 Bestand. Die 231 Meter, die Widhölzl im ersten Durchgang gesprungen war, bedeuteten für drei Jahre den österreichischen Rekord, ehe Gregor Schlierenzauer auf 232,5 Meter kam. Die erfolgreiche Saison beendete Andreas Widhölzl auf dem achten Rang im Gesamtweltcup. Mit 999 Punkten platzierte er sich zwar hinter seinen Teamkollegen Höllwarth und Morgenstern, er hatte sich jedoch wieder als Springer der ersten Mannschaft etabliert.

#### Olympiasieg im Team (2005/2006)
| Ereignis   | Ort                            | Datum            | Wettk.     | Platz |
| ---------- | ------------------------------ | ---------------- | ---------- | ----- |
| Skiflug-WM | Tauplitz/Bad Mitterndorf (AUT) | 14. Januar 2006  | HS180      | 2     |
| Skiflug-WM | Tauplitz/Bad Mitterndorf (AUT) | 15. Januar 2006  | Team HS180 | 4     |
| Olympia    | Pragelato (ITA)                | 12. Februar 2006 | HS106      | 17    |
| Olympia    | Pragelato (ITA)                | 18. Februar 2006 | HS140      | 21    |
| Olympia    | Pragelato (ITA)                | 20. Februar 2006 | Team HS140 | 1     |

| Weltcupstarts                | Weltcupstarts                | Weltcupstarts                | Weltcupstarts                | 22               |
| Platzierungen in den Top Ten | Platzierungen in den Top Ten | Platzierungen in den Top Ten | Platzierungen in den Top Ten | 16               |
| Platzierungen auf dem Podest | Platzierungen auf dem Podest | Platzierungen auf dem Podest | Platzierungen auf dem Podest | 2                |
|                              |                              |                              |                              |                  |
| Ergebnis im Gesamtweltcup    | Ergebnis im Gesamtweltcup    | Ergebnis im Gesamtweltcup    | Ergebnis im Gesamtweltcup    | 10. (594 Punkte) |
|                              |                              |                              |                              |                  |
| Vierschanzentournee          | Vierschanzentournee          | Vierschanzentournee          | Vierschanzentournee          | 18. (864 Punkte) |

| Ort             | Datum           | Wettk.     | Platz |
| --------------- | --------------- | ---------- | ----- |
| Willingen (GER) | 5. Februar 2006 | Team HS145 | 2     |
| Lahti (FIN)     | 4. März 2006    | Team HS130 | 1     |

Im Sommer-Grand-Prix 2005 erreichte Widhölzl nicht die Form des Vorsommers und platzierte sich lediglich auf Rang 47. Dennoch sah Alexander Pointner den mittlerweile 29-Jährigen vor der Saison weiterhin als Hoffnungsträger an, insbesondere im Skifliegen. In dieser Disziplin war Widhölzl der führende österreichische Athlet, nachdem er ein Jahr zuvor dort gute Ergebnisse verbucht hatte. Die Saison 2005/06 begann für ihn mit fünf Top-Ten-Resultaten in Folge, ehe diese Serie trotz Bestweite im zweiten Durchgang in Harrachov mit Platz elf brach. Beim Auftakt der Vierschanzentournee gelang Widhölzl die beste Platzierung in Oberstdorf seit vier Jahren – mit Rang sechs war er der letzte verbleibende Österreicher mit Siegchancen, nachdem Thomas Morgenstern und Wolfgang Loitzl bereits nach dem ersten Sprung ausgeschieden waren. Obwohl die Vierschanzentournee in jenem Winter für Widhölzl nicht den Höhepunkt darstellte, äußerte er sich nach dem ersten erfolgreichen Wettkampf optimistisch; er wisse, dass er mit der momentanen Form gewinnen könne. Auch der Cheftrainer Pointner zählte seinen Athleten zu den Favoriten, wenn er – anders als beim ersten Springen – gute Bedingungen habe. Die Chancen auf einen weiteren Gesamtsieg verlor der Springer jedoch in Garmisch, nach einem Materialproblem mit dem Sicherheitsband der rechten Skibindung schied er als 31. im ersten Durchgang aus. Nach zwei soliden Wettkämpfen in Innsbruck und Bischofshofen war er letztlich 18. in der Gesamtwertung, was die schlechteste Platzierung seit zehn Jahren bedeutete.
Aufgrund der Olympischen Winterspiele im Februar stand die Skiflug-Weltmeisterschaft, die Widhölzl zu seinem persönlichen Saisonhöhepunkt erklärt hatte, ungewöhnlich früh im Programm, direkt im Anschluss an die Vierschanzentournee Mitte Januar. Die Weltmeisterschaft fand am Kulm statt, dort, wo der Österreicher ein Jahr zuvor sein letztes Weltcupspringen, die „Generalprobe“ gewonnen hatte. Dementsprechend wurde er von vielen Seiten als Medaillenkandidat angesehen, auch er selbst ging von einem guten Abschneiden aus. Im ersten von vier Flügen des Einzelwettbewerbs landete er bei 205 Metern, damit setzte er sich an die Führungsposition vor seinem Teamkollegen Martin Koch und dem Norweger Roar Ljøkelsøy. Am selben Tag sprang Widhölzl im zweiten Versuch bei schlechten Windverhältnissen mehr als 20 Meter kürzer, womit er auf Rang fünf zur „Halbzeit“ zurückfiel. Einen Tag später kam er in beiden Durchgängen auf eine höhere Punktzahl als die unmittelbare Konkurrenz und verbesserte sich um drei Plätze. Ljøkelsøy, der nach dem zweiten Durchgang an die Spitze übernommen hatte, verlor zwar nur wenige Punkte auf den Tiroler und gewann so die Goldmedaille, direkt dahinter erreichte Widhölzl aber zum zweiten Mal nach 2000 die Silbermedaille. Auch auf den nächsten beiden Rängen platzierten sich zwei Österreicher – Thomas Morgenstern und Martin Koch –, damit übernahm das Team die Favoritenrolle für den folgenden Mannschaftswettkampf. Dieser verlief jedoch enttäuschend; nach einem 95-Meter-Sprung von Andreas Kofler bei starkem Rückenwind verlor Österreich bereits 130 Punkte auf die besten Nationen. Auch Andreas Widhölzl als Schlussspringer bestätigte mit zwei Sprüngen, die er vor der 190-Meter-Marke beendete, seine Vortagesleistung nicht, sodass sich die Mannschaft mit mehr als 200 Punkten Rückstand auf das Siegerteam aus Norwegen auf dem vierten Rang platzierte.
Den Monat nach der Skiflug-WM nutzte Widhölzl neben weiteren Weltcupveranstaltungen zum Trainieren für die Olympischen Spiele, die Mitte Februar in Turin stattfanden. Als erster von drei Wettkämpfen wurde dort das Springen von der Normalschanze ausgetragen, für das sich Widhölzl jedoch weniger Chancen ausrechnete als für den Großschanzenwettbewerb. Dennoch nominierte ihn Alexander Pointner für den ersten Wettkampf, nachdem er im Training überzeugt hatte. Nach einem laut Widhölzl „nicht ganz so guten“ ersten Sprung und einem etwas besseren zweiten Versuch platzierte er sich im Mittelfeld auf dem 17. Rang. Auf der Großschanze gelang ihm der 21. Platz, während seine Teamkollegen Thomas Morgenstern und Andreas Kofler die Gold- und Silbermedaille gewannen. Im abschließenden Teamwettbewerb zeigte Widhölzl als Startspringer eine weitere solide Leistung. Da Morgenstern und Kofler ihre Form vom Einzelwettkampf bestätigten, siegte die österreichische Mannschaft knapp vor Finnland. Zum ersten Mal triumphierte damit das Team des Alpenlandes in dem seit 1988 stattfindenden olympischen Mannschaftswettkampf. Für Widhölzl bedeutete der olympische Titel – acht Jahre nach den beiden Bronzemedaillen in Nagano – den letzten Karrierehöhepunkt und seine insgesamt neunte Medaille bei Großereignissen außerhalb des Juniorenbereichs. Zugleich ist er neben Martin Höllwarth, der viermal bei Olympischen Spielen auf das Podest kam, sowie Heinz Kuttin einer der wenigen österreichischen Athleten mit drei olympischen Medaillen (Stand: 2009).
Bei den letzten Springen des Winters steigerte Widhölzl seine Form noch einmal. In Lahti siegte er mit dem Team beim Auftakt des Nordic Tournaments und verbesserte gleichzeitig auch den Schanzenrekord deutlich. Mit drei weiteren Top-Ten-Ergebnissen platzierte er sich in der Gesamtwertung des Tournaments auf Rang acht. Das Weltcupfinale in Planica bestritt Widhölzl ebenfalls erfolgreich mit einem sechsten und einem zehnten Platz. Durch die guten nacholympischen Ergebnisse erreichte er im Gesamtweltcup den zehnten Rang und wurde drittbester Springer seines Landes. Damit hatte Widhölzl die Tendenz der Vorsaison bestätigt und sich als Routinier gegen die bis zu zehn Jahre jüngeren Teamkollegen durchgesetzt.

#### Abstieg ins B-Team und Karriereende (2006 bis 2008)
Keine Teilnahme an Großereignissen
| Weltcupstarts                | Weltcupstarts                | Weltcupstarts                | Weltcupstarts                | 20               |
| Platzierungen in den Top Ten | Platzierungen in den Top Ten | Platzierungen in den Top Ten | Platzierungen in den Top Ten | 1                |
| Platzierungen auf dem Podest | Platzierungen auf dem Podest | Platzierungen auf dem Podest | Platzierungen auf dem Podest | –                |
|                              |                              |                              |                              |                  |
| Ergebnis im Gesamtweltcup    | Ergebnis im Gesamtweltcup    | Ergebnis im Gesamtweltcup    | Ergebnis im Gesamtweltcup    | 33. (158 Punkte) |
|                              |                              |                              |                              |                  |
| Vierschanzentournee          | Vierschanzentournee          | Vierschanzentournee          | Vierschanzentournee          | 22. (780 Punkte) |

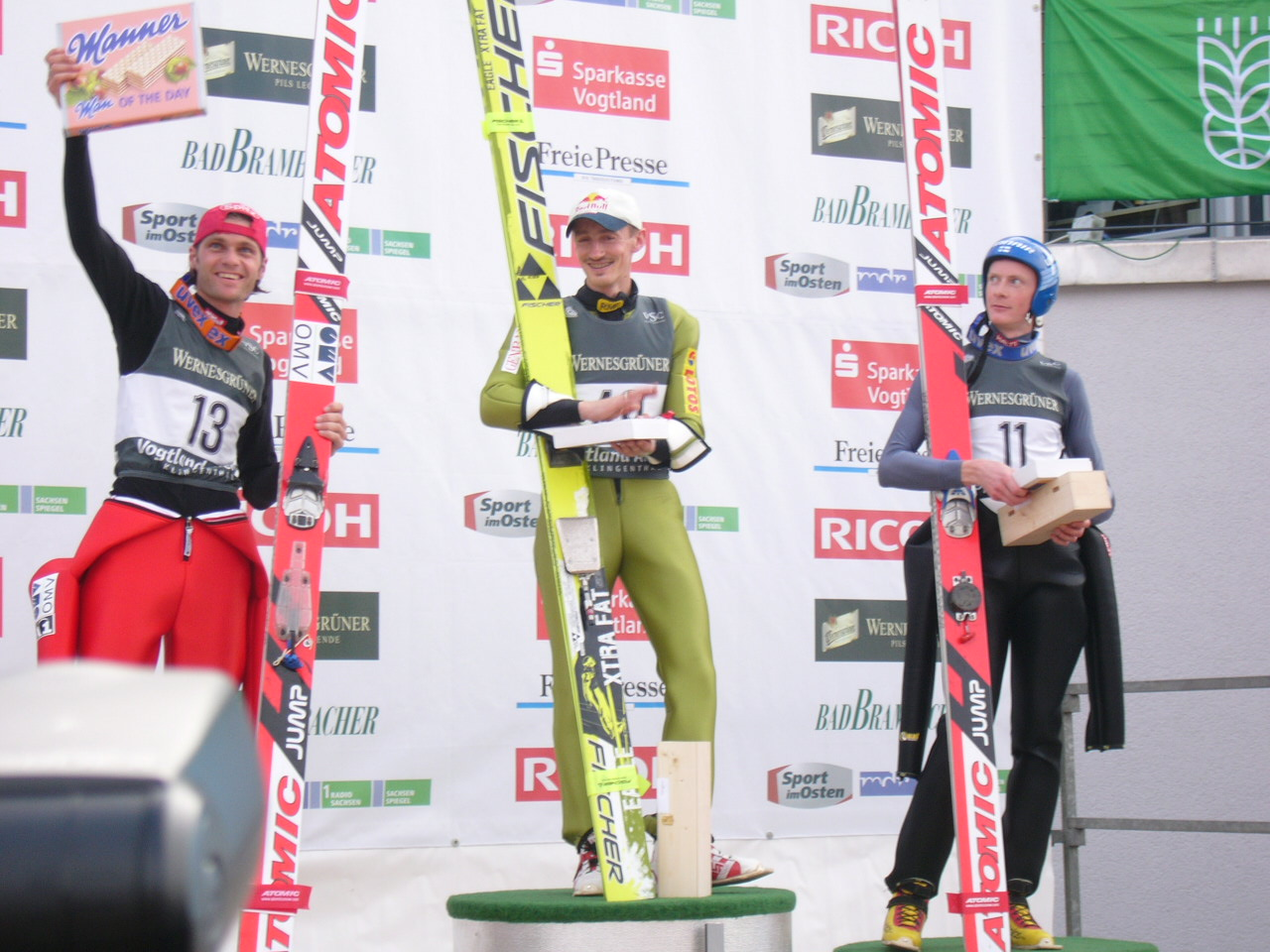
Widhölzl (links) als Zweiter beim Sommer-Grand-Prix in Klingenthal

Nach mehreren durchschnittlichen Resultaten und einem zweiten Rang im Sommer-Grand-Prix 2006 stellte Andreas Widhölzl seine Technik ein weiteres Mal um. Vor der Wintersaison kündigte er an, mit einem verbesserten ersten Flugteil nun vor allem um den Gesamtweltcup mitzuspringen. Gleichzeitig meinte der 30-Jährige, trotz seines Alters auf eine Teilnahme an den nächsten Olympischen Winterspielen zu hoffen., Bei den Österreichischen Meisterschaften im Oktober gewann er nach einem schwachen Normalschanzenwettbewerb, den er als Elfter beendete, die Silbermedaille im Springen von der Großschanze. In die Weltcupsaison startete Widhölzl mit Rücken- und Leistenschmerzen beim Auftaktspringen in Kuusamo schied er bei sehr wechselhaften Bedingungen als 59. bereits in der Qualifikation aus. Bei den folgenden vier Wettkämpfen in Lillehammer und Engelberg erreichte Widhölzl nur einmal als Zwanzigster die Punkteränge, während der 16-jährige Gregor Schlierenzauer in seiner ersten kompletten Saison auf Anhieb ins Stammaufgebot der Nationalmannschaft kam. Auch andere Teammitglieder sprangen weiter als Widhölzl, dessen Berufung zur Vierschanzentournee unsicher war. Um als siebtes Mannschaftsmitglied für die Tournee nominiert zu werden, nahm er Ende Dezember an der internen Qualifikation um den letzten Startplatz teil, einem Continental Cup in Engelberg. Dort triumphierte er vor zwei weiteren Bewerbern und sicherte sich so den 13. Start bei der Tournee. Diese verlief für Widhölzl mittelmäßig, zumindest schaffte er dreimal den Sprung in den zweiten Durchgang und platzierte sich so auf dem 22. Gesamtrang. Ein deutlich besseres Resultat erzielte er beim Skiflug-Weltcup in Vikersund. Im ersten Durchgang nutzte er günstige Windbedingungen und übernahm die Führung mit der Tagesbestweite von 212,5 Metern, im zweiten Versuch landete er zwar fast 40 Meter früher, platzierte sich aber dennoch auf dem sechsten Gesamtrang. Dieses Ergebnis blieb allerdings ein Einzelfall. Nachdem Widhölzl auch in Oberstdorf nicht unter die besten zwanzig gekommen war, verzichtete er Ende Januar freiwillig auf eine Teilnahme an der Weltmeisterschaft in Sapporo einige Wochen später und begründete dies so:

„Ich habe alles ausgeschöpft, was an Möglichkeiten zur Verfügung stand, um in Form zu kommen. Leider hat es heuer nicht funktioniert. Ich möchte jetzt nicht auf Grund meines Namens mehr Chancen bekommen als andere. Die anderen haben es verdient, nun um ihren Startplatz zu kämpfen. Ich möchte erst einmal den Kopf frei bekommen und werde mich dann auf die verbleibenden Springen im März beim Nordic Tournament und in Planica vorbereiten.“

Auf diesen Verzicht folgte eine Woche Weltcuppause, ehe ihn Alexander Pointner für die Springen in Klingenthal und Willingen überraschend wieder nominierte. Mit einem 14. sowie einem 13. Platz überzeugte Widhölzl und sprang teilweise weiter als die Nominierten für die Weltmeisterschaft, Pointner hatte aber unabhängig von der Leistung des Athleten eine Nachberufung definitiv ausgeschlossen. Bei der Weltmeisterschaft verteidigte Österreich den Titel im Teamwettkampf. Dadurch festigten die vier Goldmedaillengewinner – Wolfgang Loitzl, Gregor Schlierenzauer, Andreas Kofler sowie Thomas Morgenstern – ihren Status als Führungsspringer. Andreas Widhölzl nahm zwar noch an den restlichen Weltcups teil, ihm gelang aber weder beim Nordic Tournament noch beim Saisonfinale eine Top-Ten-Platzierung. Im Gesamtweltcup schaffte er mit 158 Punkten als 33. erstmals nicht eine Platzierung unter den besten dreißig. In der teaminternen Wertung war er von Rang drei nach der Vorsaison auf Platz acht zurückgefallen.
Im Frühjahr 2007 unterzog sich Widhölzl einer Leistenoperation, nachdem er im Vorwinter ständige Probleme wegen einer „weichen Leiste“ gehabt hatte, durch die er nicht ganz in die Hocke gehen konnte. Nach der Operation konnte er nicht mehr richtig trainieren, schwache Ergebnisse führten dazu, dass er ab Mai 2007 nicht mehr im Nationalkader stand und in den A-Kader, die zweite Mannschaft, rückversetzt wurde. Dort startete er zunächst im Sommer-Continental Cup, wo er mit zwei Siegen und dem vierten Gesamtrang auch erfolgreich war. Im Winter verschlechterten sich Widhölzls Leistungen auch in dieser niederklassigen Serie. Dadurch bot sich dem 31-Jährigen anders als dem gleichfalls rückversetzten Martin Höllwarth nicht die Chance auf eine Nominierung für die Vierschanzentournee, wo er in der „nationalen Gruppe“ an den Start gegangen wäre. Dennoch gab Widhölzl weiterhin als Ziel aus, bei der Skiflugweltmeisterschaft in Oberstdorf „um die Medaillen mitzuspringen“. Um dies zu erreichen, versuchte er als Vorspringer beim Weltcup in Harrachov vergeblich, auf sich aufmerksam zu machen, um noch nominiert zu werden. Stattdessen wurde ihm angeboten, ebenfalls als Vorspringer die Weltmeisterschaft zu eröffnen. Diese Möglichkeit nahm Widhölzl noch wahr, ehe er am 7. März 2008 seinen Rücktritt vom Leistungssport verkündete. Am 14. März beendete er mit einem vom Publikum gefeierten Einsatz beim Weltcupfinale in Planica seine Karriere. Widhölzl selbst gab an, es sei ihm schwergefallen, seine 15-jährige Weltcuplaufbahn zu beenden, er habe aber gespürt, dass es jetzt so weit sei. Außerdem bereue er es nicht, dass er nicht schon nach der Saison 2005/06 zurückgetreten sei, als er noch Erfolge gefeiert habe. Zwei Monate nach Widhölzl beendete auch Martin Höllwarth seine Karriere.

### Berufliche Karriere (seit 2008)
Bereits im Oktober 2006, noch während seiner aktiven Karriere, gründete Andreas Widhölzl gemeinsam mit einem Bekannten eine Online-Verkaufsagentur, die Warenverkäufe über eBay abwickelt. Seit dem Ende seiner Skispringerkarriere verbringt er mehr Zeit als Unternehmer. Unter anderem vertreibt seine Internetbörse gebrauchte Sportartikel von prominenten Athleten; für diesen Geschäftsbereich ist Widhölzl zuständig. Daneben studiert er Sozialpädagogik in Stams, um innerhalb von drei Jahren Diplomsozialpädagoge zu werden. Außerdem arbeitet Widhölzl als Nachwuchstrainer in Wörgl, nachdem er Ende 2008 seine Trainerausbildung abschloss.
Bei der Vierschanzentournee 2009/10 fungierte er als Experte für den TV-Sender Eurosport.
Seit Mai 2013 war Widhölzl an der Seite der Cheftrainer Alexander Pointner und Heinz Kuttin als Co-Trainer für die österreichische Skisprung-Nationalmannschaft tätig. Im Frühjahr 2020 trat er schließlich die Nachfolge von Andreas Felder als Cheftrainer des Teams an.

## Sprungstil
In seiner Karriere stellte Andreas Widhölzl häufig die Technik um, erstmals durch den Wechsel von Parallel- zum V-Stil in seiner Zeit im Skigymnasium Stams. Dennoch konzentrierten sich seine Erfolge die ganze Laufbahn über hauptsächlich auf die großen Schanzen. Von den 49 Podiumsergebnissen in Einzelspringen erreichte er lediglich eines auf einer Normalschanze. Dagegen gingen über 85 Prozent seiner Top-Drei-Resultate auf einen Wettkampf von der Großschanze zurück, sechsmal gelang ihm der Sprung auf das Podest bei einem Wettbewerb im Skifliegen.
Andreas Widhölzls Sprungstil zeichnete sich – ähnlich wie der des norwegischen Springers Roar Ljøkelsøy – lange Zeit dadurch aus, dass seine Ski nach dem Absprung von der Schanzentischkante extrem flach ausliefen. Verglichen mit anderen Skispringern dauerte es danach lange bis sich die Lücke zwischen Oberkörper und Ski schloss und Körper und Material ein geschlossenes System bildeten. Aufgrund des geringeren Luftwiderstands nach dem Absprung konnte Widhölzl jedoch viel Geschwindigkeit für das letzte Flugdrittel mitnehmen und aufgrund der flachen Flugkurve Landungen im hohen Weitenbereich einfacher stehen.
In einem Interview im Jahr 2005 erklärte Widhölzl seinen früheren Stil damit, dass er mit hoher Geschwindigkeit stark in die Richtungslinie des Schanzentisches gesprungen sei, was besonders bei Aufwind zu guten Ergebnissen verholfen habe. Bei Rückenwind hatte er jedoch größere Probleme in der Phase unmittelbar nach dem Absprung, wodurch seine Leistungen bei für ihn ungünstigen thermischen Bedingungen stark schwankten. Auch von anderen Seiten wurde der veraltete Stil des Österreichers als sehr riskant eingeschätzt. Um sein Ziel, den Gesamtweltcupsieg, zu erreichen, veränderte der Tiroler seine Technik und sprang von nun an höher ab, was ihm konstantere Weiten ermöglichen sollte. Einen weiteren Grund für diese Umstellung sah Widhölzl in dem sich verändernden Material. Die Springanzüge waren während seiner Laufbahn dünner geworden und boten so weniger Luftwiderstand als das alte, weitere Material. Der Stilwechsel dauerte ein Dreivierteljahr, da Widhölzl die frühere Technik über ein Jahrzehnt lang angewandt hatte und sie sich besonders eingeprägt hatte.
Auch mit der seit Mitte der 2000er-Jahre angewandten modernisierten Technik kam Widhölzl weiterhin besser auf großen als auf kleinen Schanzen zurecht. Vor der Skiflugweltmeisterschaft 2006 erklärte er, Skifliegen komme seinem Stil optimal entgegen. Tatsächlich entwickelte er sich besonders in den späten Karrierejahren zu einem der erfolgreichsten Athleten in dieser Disziplin im österreichischen Team. Da es jedoch während Widhölzls aktiver Zeit nur fünf 200-Meter-Schanzen gab, fanden Wettkämpfe im Skifliegen deutlich seltener statt als Springen von kleineren Schanzen; teilweise gab es nicht mehr als einen Skiflugwettbewerb pro Saison.

## Persönliches
Andreas Widhölzl wurde am 14. Oktober 1976 in St. Johann in Tirol als jüngstes von vier Geschwisterkindern geboren – er hat einen zehn Jahre älteren Bruder sowie zwei wenige Jahre ältere Schwestern. Seine Eltern waren beide Kellner, die Mutter zudem noch Köchin. Die Familie wohnte im Viertausend-Einwohner-Ort Fieberbrunn, wo Widhölzl seine Kindheit verbrachte, die er als „bescheiden, aber glücklich“ sowie „unbeschwert“ bezeichnete. Nach anfänglichen Bedenken wegen der Verletzungsgefahr unterstützten ihn seine Eltern beim Skispringen und freuten sich mit ihrem Sohn über die Erfolge. Auch finanziell förderten sie Widhölzl, wenngleich Teile der Ausrüstung vom Verein bezahlt wurden. Nach vier Jahren auf der Volksschule wechselte er auf die Hauptschule, wo er seine spätere Ehefrau kennenlernte. Als beide 17 Jahre alt waren, begannen sie eine feste Freundschaft und zogen kurze Zeit darauf in eine Wohnung in der Nähe von Innsbruck nach Leutasch. Das erste von drei Kindern wurde im März 1999 geboren; damit war Widhölzl einer der wenigen Väter unter den Spitzenspringern im Weltcupfeld. Im Mai 2000 heiratete er nach mehr als sechs Jahren Beziehung seine Freundin. Zu einigen Wettkämpfen wurde der Skispringer auch von seiner Ehefrau und seiner Tochter begleitet, etwa zum Sieg bei der Vierschanzentournee in Innsbruck oder zu seinem letzten Weltcup in Planica 2008. Seit 2001 lebt die derzeit fünfköpfige Familie – 2001 bekam das Paar einen Sohn, 2004 eine zweite Tochter – in einem Haus in Mieming.
Mit seinen Konkurrenten, sowohl innerhalb als auch außerhalb des Teams, verstand sich Andreas Widhölzl meistens gut. In seiner Biographie schreibt er, es sei gang und gäbe gewesen, am Abend ein Bier zusammen zu trinken, untereinander habe man sich immer respektiert und die Leistungen des anderen anerkannt. Besonders lange verlief Widhölzls Karriere parallel mit der von Janne Ahonen; bereits bei der Junioren-WM 1993 waren beide gegeneinander gesprungen. Neben der vergleichbaren Laufbahn sieht Widhölzl zudem Ähnlichkeiten im Auftreten, da sich beide Sportler in Interviews eher zurückhaltend verhielten. Ebenfalls schon früh trat Widhölzl in Wettkämpfen gegen Sven Hannawald an, anfangs wurden die beiden Springer häufig miteinander verwechselt. Der Tiroler beschreibt Hannawald als „sehr erfolgsorientiert, dabei aber offen und freundlich“. Ebenfalls besonders positiv hebt Widhölzl in seiner Biographie seine beiden Konkurrenten Adam Małysz und Martin Schmitt hervor.
Ende November 2020 erkrankte Widhölzl während der Pandemie vor dem zweiten Weltcup-Wochenende der Saison an COVID-19.

## Verhältnis zu den Medien
In den Medien wurde Andreas Widhölzl häufig als zurückhaltend beschrieben, er habe keine Allüren. Der Skispringer selbst äußerte sich in seiner Biographie zu seinem Auftreten:

„Manche meinten, es sei Arroganz, wenn ich mich nicht ins Rampenlicht drängte. Aber ich wollte mich nicht verstellen, nicht für Geld, nicht für den Erfolg, nicht für den Ruhm. Ich wollte immer nur der Andi sein, der ich bin. Das Bild, das die Medien von mir gezeichnet haben, ist nicht erfunden. Ich bin nun einmal ein ruhiger, bodenständiger Typ […].“

Zudem erklärte er, ihm war wichtig, dass er immer hinter den Sachen stand, für die er angefragt wurde. Als der damalige Landeshauptmann von Kärnten Jörg Haider nach der Skiflug-WM 2006 gemeinsam mit Widhölzl fotografiert werden wollte, lehnte dieser aufgrund seiner politischen Überzeugung ab.
1997 erklärte Widhölzls Teamkollege Andreas Goldberger, er habe Kokain konsumiert. Danach wurde sowohl er als auch die gesamte österreichische Mannschaft öffentlich angegriffen. Widhölzl gab dem Österreichischen Rundfunk (ORF) als Sprecher des Teams ein Interview, in dem er Goldbergers Drogeneinnahme stark kritisierte. Nach dieser Stellungnahme wurde dem Fieberbrunner – unter anderem von Goldberger selbst und dessen Manager – vorgeworfen, er wolle seinen Mannschaftskameraden von der Spitzenposition im Team verdrängen. Widhölzl sah sich falsch zitiert und erreichte eine Entschuldigung. Im Nachhinein erklärte er, sein Verhältnis zu Goldberger habe sich später wieder verbessert. Weitere negative Erfahrungen mit den Medien machte Widhölzl auch, als private Falschmeldungen veröffentlicht wurden.
Nach dem Sieg beim zweiten Springen der Vierschanzentournee 1999/2000 und der Übernahme der Führung in der Tourneewertung bauten einheimische Medien eine große Erwartungshaltung auf Widhölzl auf. In Anlehnung an die Schlacht am Bergisel forderten österreichische Zeitungen den „ersten Tiroler Sieg seit Andreas Hofer am Bergisel“. Mit dem tatsächlich erreichten Sieg nahm auch die Popularität des Skispringers zu. In einer Rangliste der wichtigsten Österreicher – geführt von der Wiener Zeitschrift News – stieg er kurzfristig vom 426. Platz auf den 78. Rang. Auch in Deutschland gewann der Österreicher durch den Sieg bei der Vierschanzentournee an Beachtung. Im Anschluss an den Triumph beim dritten Springen des Events lud ihn das ZDF SPORTstudio ein. Widhölzl sagte jedoch ab, da er die Zeit mit seiner Familie verbringen wollte. In Porträts und Zeitungsartikeln wurde er im Anschluss häufig als Familienmensch bezeichnet. Widhölzl selbst bestätigte dies; Skispringen und die Öffentlichkeit seien dem Privaten gegenüber zweitrangig. Im Sommer 2009, ein Jahr nach seinem Karriereende, veröffentlichte er seine Biographie Mein Höhenflug im Verlag SCM Hänssler, der zu der Stiftung Christliche Medien (SCM) gehört.

## Auszeichnungen
Im Anschluss an die Saison 1998/99 erhielt Andreas Widhölzl erstmals die Goldene Teekanne, mit der der beliebteste österreichische Sportler ausgezeichnet wird. Auch in den beiden Folgejahren verteidigte der Tiroler den Sieg in der Kategorie Ski nordisch. Er selbst freute sich besonders über die Auszeichnung, „weil sie nicht von irgendwelchen Experten, sondern vom ‚Volk‘ vergeben wurde.“ Nach dem Sieg bei der Vierschanzentournee 1999/2000 wählte eine Jury Andreas Widhölzl zu Tirols Sportler des Jahres. Der Preis wurde auf Schloss Ambras in der Nähe von Innsbruck verliehen. Zudem kam er bei der Wahl "Sportler des Jahres 2000" durch die österr. Sportjournalisten am 3. November 2000 (hinter dem Alpinläufer Hermann Maier und dem Olympiagoldmedaillengewinner Christoph Sieber) auf Rang 3. Die nächste große Auszeichnung für Widhölzl war der Titel als Österreichischer Sportler des Jahres 2005 in der Kategorie Mannschaft gemeinsam mit den drei anderen Teammitgliedern, die Doppelweltmeister in Oberstdorf geworden waren. Ein Jahr später reichte die Stimmenzahl für die Skisprungnationalmannschaft trotz Olympiasieg nicht aus, um den Titel zu verteidigen. Mit 45 Punkten Rückstand auf die Mannschaft der Nordischen Kombinierer – ebenfalls Olympiasieger – platzierten sich Widhölzl und seine Teamkollegen auf Platz zwei.
Für seine Erfolge erhielt er auch 1998 das Silberne Ehrenzeichen für Verdienste um die Republik Österreich und 2005 das Goldene Ehrenzeichen für Verdienste um die Republik Österreich.

## Erfolge

### Ungültig Weltrekord
| #     | Schanze                          | Ort     | Land      | Weite   | aufgestellt am | Rekord bis |
| ----- | -------------------------------- | ------- | --------- | ------- | -------------- | ---------- |
| Sturz | Letalnica bratov Gorišek (HS215) | Planica | Slowenien | 234,0 m | 17. März 2005  | Ungültig   |